# Abidjan
Vous lisez un « bon article » labellisé en 2007.
Abidjan  est la ville la plus peuplée de la Côte d'Ivoire. Elle était la capitale administrative et politique du pays jusqu'en 1983, date du transfert de jure de la capitale à Yamoussoukro. Elle est devenue, depuis 2011, un « district autonome » de 2 119 km2 qui regroupe les dix communes de l'ancienne ville d'Abidjan (422 km2) et quatre sous-préfectures périphériques jadis rurales mais aujourd'hui gagnées par l'étalement urbain abidjanais.
Capitale économique ivoirienne, la ville compte 5 616 633 habitants dans les 422 km2 de l'ancienne ville d'Abidjan, et 6 321 017 habitants dans les 2 119 km2 du district autonome d'Abidjan au recensement de 2021, soit 21,5 % de la population du pays, et représenterait 60 % du produit intérieur brut du pays.
Abidjan est la ville la plus peuplée de l'Afrique de l'Ouest francophone et à la fois la deuxième ville et la troisième agglomération au sein de la francophonie. Seule Lagos, la plus grande ville du Nigeria, la dépasse en nombre d'habitants en Afrique de l'Ouest.
Considérée comme le carrefour culturel ouest-africain, Abidjan connaît une forte croissance caractérisée par une forte industrialisation et une urbanisation galopante. Malgré la perte de son statut officiel de capitale de la Côte d'Ivoire, elle reste de facto le siège de la plupart des institutions administratives et politiques nationales du pays, et continue de jouer le premier rôle dans la vie politique ivoirienne.

## Géographie

Situation d'Abidjan.

L'agglomération d'Abidjan est située dans le Sud de la Côte d'Ivoire, au bord du golfe de Guinée, et traversée par la lagune Ébrié.
Elle représente, à vol d'oiseau, une étendue d'une douzaine de kilomètres du nord au sud et d'une dizaine d'est en ouest. Cette superficie contient encore des îlots, de plus en plus rares, où règne une végétation fournie. L'ancienne ville d'Abidjan (supprimée en 2001) s'étendait sur 422 km2 alors que le nouveau district autonome d'Abidjan créé en 2001 s'étend sur 2 119 km2.

### Climat
La ville jouit d'un climat de type sous-équatorial, chaud et humide, qui comporte une grande saison des pluies (mai-juin-juillet), une petite saison des pluies (septembre-novembre) et deux saisons sèches. La grande saison sèche commence à partir de décembre et se termine en fin mars.
Les précipitations sont abondantes : plus de 1 500 mm d'eau par an. En saison des pluies, il peut pleuvoir sans cesse pendant plusieurs jours à la suite ou alors pleuvoir intensément pendant une heure, avant un très fort ensoleillement.
La température est presque toujours aux environs de 27 °C et le degré d'hygrométrie annuel moyen est supérieur à 80 %.
| Mois                                | jan. | fév. | mars  | avril | mai   | juin  | jui.  | août | sep.  | oct.  | nov.  | déc. | année   |
| ----------------------------------- | ---- | ---- | ----- | ----- | ----- | ----- | ----- | ---- | ----- | ----- | ----- | ---- | ------- |
| Température minimale moyenne (°C)   | 24   | 25   | 25    | 25    | 25    | 24    | 23    | 22   | 22    | 24    | 25    | 24   | 24      |
| Température moyenne (°C)            | 26,7 | 27,6 | 27,8  | 27,8  | 27,2  | 26    | 25    | 24,4 | 25    | 26,2  | 27,1  | 26,6 | 26,5    |
| Température maximale moyenne (°C)   | 30   | 30   | 30    | 30    | 30    | 28    | 26    | 26   | 27    | 28    | 30    | 30   | 28      |
| Record de froid (°C)                | 17   | 16   | 17    | 20    | 17    | 16    | 16    | 16   | 20    | 20    | 17    | 17   | 16      |
| Record de chaleur (°C)              | 40   | 40   | 41    | 37    | 37    | 38    | 33    | 32   | 35    | 32    | 38    | 38   | 41      |
| Précipitations (mm)                 | 15,7 | 57,1 | 120,5 | 145,3 | 232,6 | 374,1 | 136,9 | 50,2 | 110,5 | 149,1 | 108,7 | 44   | 1 544,7 |
| Nombre de jours avec précipitations | 2,1  | 4,3  | 8,9   | 10,8  | 16,6  | 21,1  | 13    | 10,9 | 11,8  | 13,6  | 12,2  | 6,3  | 131,6   |
| Humidité relative (%)               | 78,5 | 79   | 80,8  | 81,3  | 82,6  | 85,2  | 85,9  | 86,6 | 86,2  | 83,8  | 81,7  | 80,5 | 82,7    |

| Diagramme climatique                                  |          |           |           |           |           |           |          |           |           |           |        |
| J                                                     | F        | M         | A         | M         | J         | J         | A        | S         | O         | N         | D      |
| 302415,7                                              | 302557,1 | 3025120,5 | 3025145,3 | 3025232,6 | 2824374,1 | 2623136,9 | 262250,2 | 2722110,5 | 2824149,1 | 3025108,7 | 302444 |
| Moyennes : • Temp. maxi et mini °C • Précipitation mm |          |           |           |           |           |           |          |           |           |           |        |

### Découpage territorial

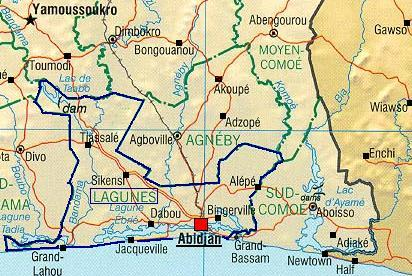
Abidjan dans la Région des Lagunes.

Depuis l’indépendance, Abidjan était découpée en districts, arrondissements et délégations, et en autant de circonscriptions d’ordre policier, administratif et politique. Les arrondissements correspondaient à de vastes ensembles, tels que Le Plateau, Treichville, ou Adjamé, et leur nombre serait passé de huit en 1967 à douze en 1978.
Ces arrondissements sont à la base de la délimitation des périmètres des dix communes autonomes qui deviennent, en 1978, les unités administratives pour l’organisation de la gestion de la ville : Abobo, Adjamé, Attécoubé, Cocody, Koumassi, Le Plateau, Marcory, Port-Bouët, Treichville et Yopougon (auxquelles s’ajoute en 1996 la commune d’Anyama).
Abidjan est gérée depuis 2001 par un « district autonome » de 2 119 km2 qui regroupe les dix communes de l'ancienne Ville d'Abidjan (422 km2, abolie en 2001) et quatre sous-préfectures périphériques jadis rurales mais aujourd'hui gagnées par l'étalement urbain abidjanais.
Les villes principales proches d'Abidjan mais situées hors du district autonome sont : Jacqueville, Grand-Lahou et Dabou à l'ouest, Sikensi, Tiassalé, Agboville, Adzopé et Alépé au nord, Grand-Bassam à l'est.

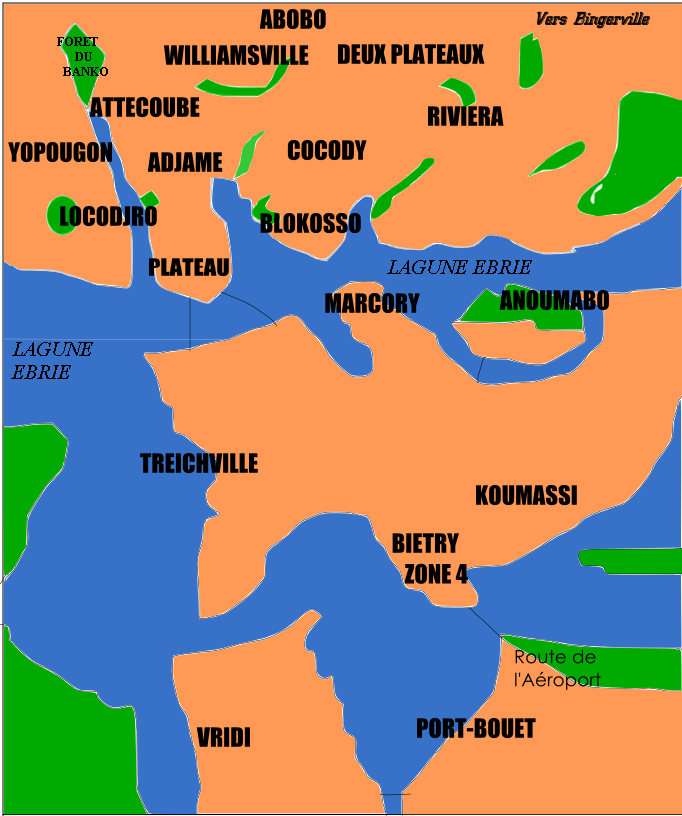
Plan simplifié d'Abidjan.

Il existe des commissariats rattachés à 35 arrondissements : le 1er au Plateau, le 2e à Treichville, les 3e, 7e, 27e et 11e à Adjamé, les 4e et 9e à Marcory, les 6e et 20e à Koumassi, les 8e, 12e et 22e à Cocody, le 10e à Attécoubé, les 13e, 15e, 21e et 34e à Abobo, les 16e, 17e et 19e à Yopougon.
Abidjan est traditionnellement divisée en deux parties (« Abidjan nord » et « Abidjan sud ») de part et d'autre de la lagune Ébrié. À cette division traditionnelle s'ajoutent aujourd'hui les quatre sous-préfectures périphériques du District autonome d'Abidjan.
C’est en 1993 seulement que l’Agence d’aménagement urbain de la ville d’Abidjan se préoccupe de concevoir une cartographie et une nomination officielle des quartiers.

#### Abidjan nord
Abidjan nord est la partie continentale d'Abidjan, située au nord de la lagune Ébrié (d'où son nom).

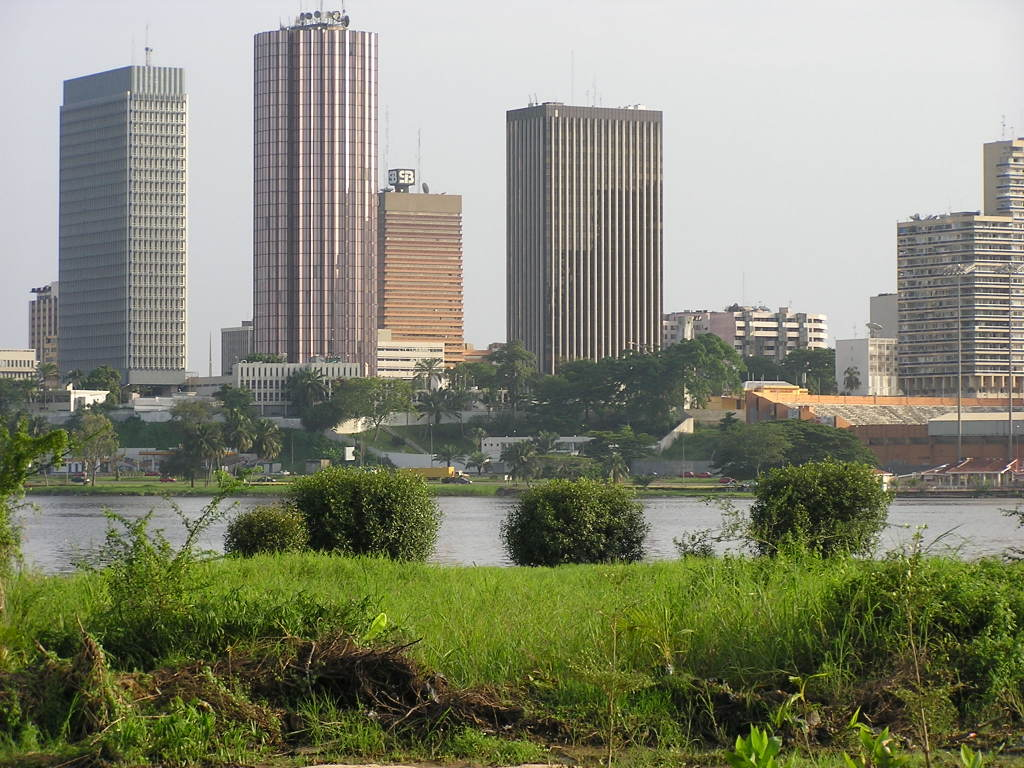
Quelques tours du Plateau.

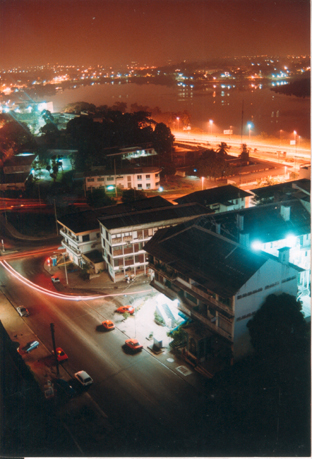
Le Plateau et la lagune Ébrié, la nuit, vus depuis la Tour Pyramide.

- Abobo : c'est la deuxième commune la plus peuplée d'Abidjan. Commune essentiellement constituée d'habitat populaire, elle joue depuis longtemps le rôle de refuge pour les migrants disposant de faibles moyens financiers. Cette commune s'est spontanément développée autour de la gare.
- Adjamé : bien que petite par sa superficie, cette commune est très importante pour l'économie ivoirienne vu le nombre d'activités commerciales qui s'y déroulent. Adjamé connaît de graves problèmes d'insalubrité. Le village ébrié existait avant la ville d'Abidjan. Son marché rassemble une diversité de boutiques et sa gare routière est le carrefour principal des lignes de bus et d'autocars qui irriguent tout le pays ainsi que les pays voisins. Williamsville en est un quartier.
- Yopougon : c'est la commune la plus étendue et la plus peuplée d'Abidjan. Commune populaire, elle abrite des zones industrielles et résidentielles. La station de recherche de l'ORSTOM, la centrale électrique d'Azito, l'institut Pasteur ainsi qu'un CHU y sont installés. Cette commune accueillera également l'extension du port d'Abidjan. On y trouve aussi l'île Boulay.
- Le Plateau : c'est le centre des affaires dont les grands immeubles donnent un aspect très moderne à Abidjan. Bien que la capitale administrative de la Côte d’Ivoire ait été officiellement transférée à Yamoussoukro en 1983, les institutions de la république telles que la présidence et l'Assemblée nationale sont encore au Plateau. Il est de ce fait le centre administratif, commercial et financier de la Côte d'Ivoire.
- Attécoubé : sise des deux côtés d'une baie de la lagune, c'est sur le territoire de cette commune que se trouve la forêt du Banco (classée comme parc national). Lokodjro en est un village.
- Cocody : réputée pour ses quartiers résidentiels (Deux-Plateaux, Riviera, Angré, Palmeraie), Cocody contient aussi l'université Félix-Houphouët-Boigny ainsi que plusieurs universités privées, hautes écoles et le siège de nombreuses entreprises. C'est dans cette commune que se trouvent la maison de la télévision (RTI) et le zoo d'Abidjan. Le président de la République réside dans cette commune. Cocody est aussi la commune où se trouvent la grande majorité des ambassades ainsi que plusieurs centres culturels (Institut Goethe) et hôtels de prestige (hôtel Ivoire, Belle-Côte...). Cocody comprend six villages ébriés (Cocody village, Blokosso, Anono, M'Pouto, Akouédo et M'Badon).

Blokosso et Lokodjro sont des villages inclus au sein de la ville et qui y maintiennent une identité culturelle en milieu urbain.

#### Abidjan sud

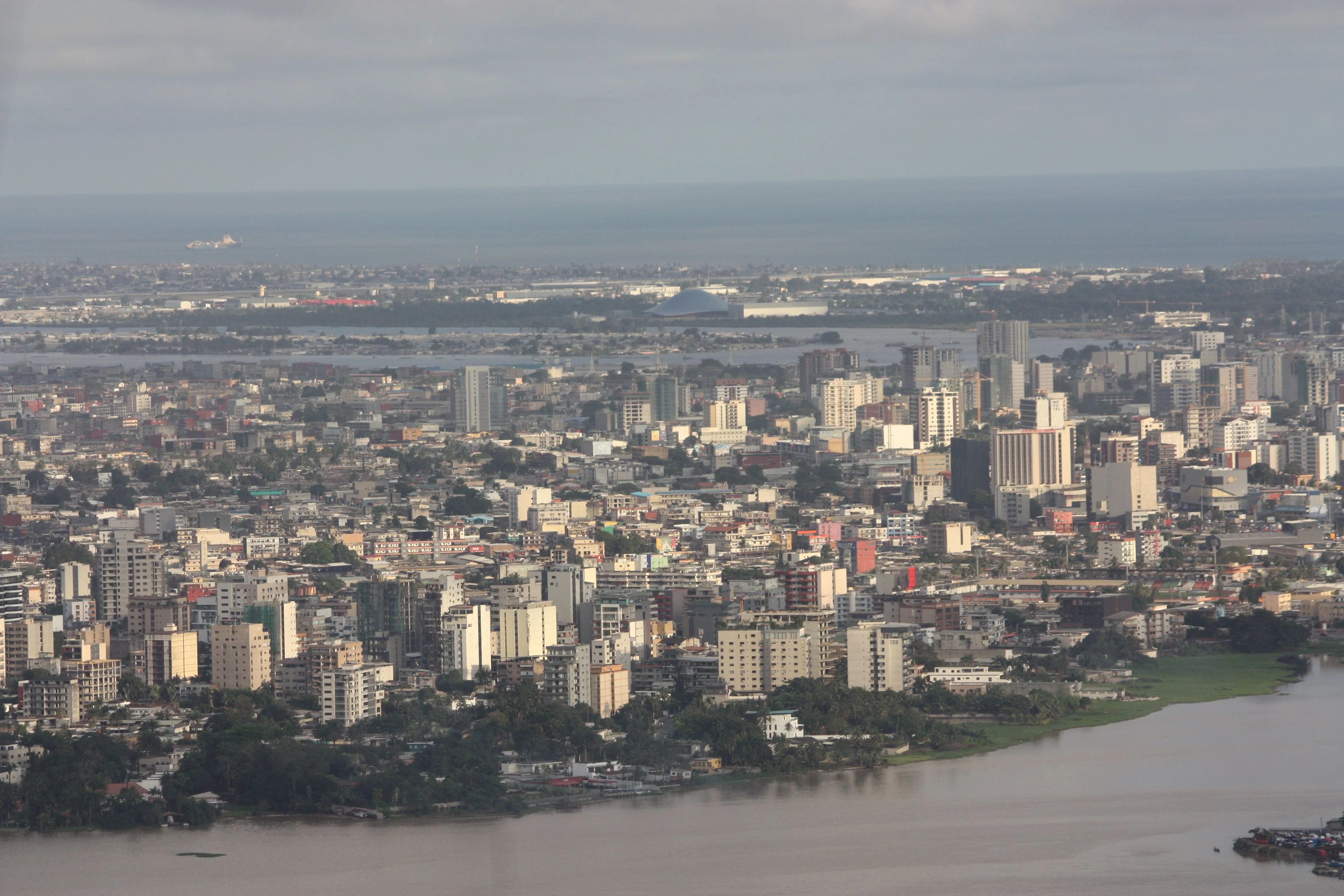
Vue de Marcory en janvier 2025 depuis la tour F en construction. En arrière-plan le dome du Parc des expositions d’Abidjan et l'océan Atlantique.

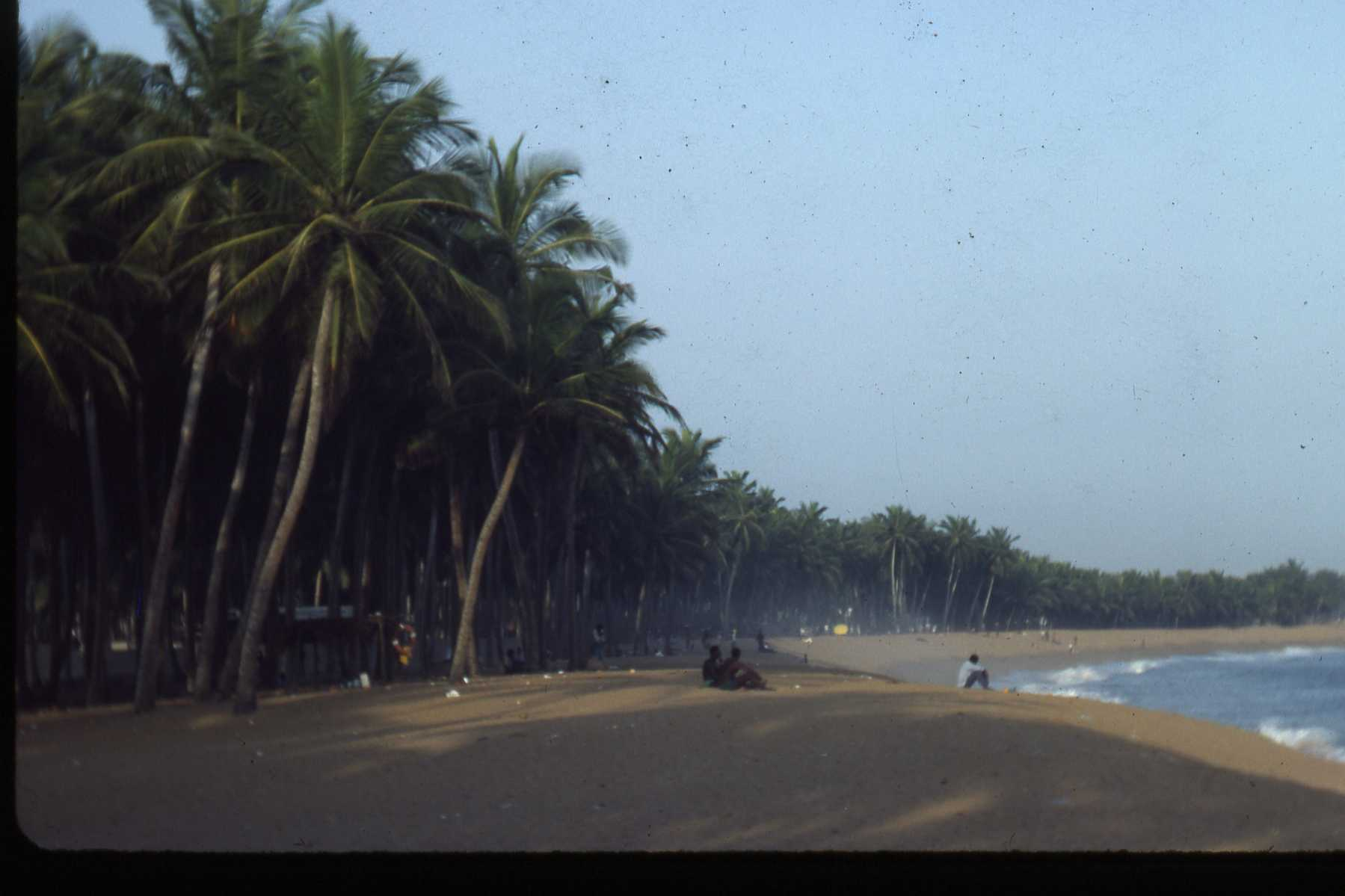
La plage de Vridi.

Abidjan sud est la partie située sur la bande lagunaire d'Abidjan, au sud de la lagune Ébrié.
- Koumassi : quartier populaire, elle possède une importante zone industrielle.
- Marcory : cette commune est essentiellement une zone résidentielle mais avec également de nombreux commerces et un grand marché. Elle regroupe la plupart des grands supermarchés d'Abidjan : Cap Sud, Prima et le centre commercial Carrefour. Biétry et Zone 4 sont des zones résidentielles de luxe où de nombreux étrangers résident, surtout les expatriés occidentaux et une forte communauté française.
- Port-Bouët : quartier populaire en bord de mer, on y retrouve la raffinerie (Société ivoirienne de raffinage, SIR), l'aéroport international Félix-Houphouët-Boigny, l'abattoir d'Abidjan et la zone industrielle de Vridi, voisine du port. Y est également installé un office de l'IRD, le centre de Petit-Bassam[9]. Son célèbre phare balaie le golfe de Guinée sur plusieurs milles marins. Vridi est le quartier des plages très fréquenté chaque week-end, bien que l'océan y soit très agressif, en raison du phénomène de la « barre ». À partir de 1950, Vridi est devenue une importante zone d'emplois d'Abidjan en raison de la multiplication d'usines et d'entrepôts.
- Treichville : elle abrite le port autonome d'Abidjan ainsi que de nombreux commerces et entrepôts. La zone portuaire est aussi une zone industrielle. On y trouve également la piscine d'État de Treichville (PET), le palais omnisports de Treichville, le palais de la Culture, la rue 12 (célèbre rue commerçante), l'hippodrome d'Abidjan, et une importante gare ferroviaire.

#### Population des communes d'Abidjan
| Nom         | 2021      | 2014      |
| ----------- | --------- | --------- |
| Abobo       | 1 340 083 | 1 030 658 |
| Adjamé      | 340 892   | 372 978   |
| Attécoubé   | 313 135   | 260 911   |
| Cocody      | 692 583   | 447 055   |
| Koumassi    | 412 282   | 433 139   |
| Marcory     | 214 061   | 249 858   |
| Le Plateau  | 7 186     | 7 488     |
| Port-Bouët  | 618 795   | 419 033   |
| Treichville | 106 552   | 102 580   |
| Yopougon    | 1 571 065 | 1 071 543 |

#### Sous-préfectures
- Anyama
- Bingerville
- Songon
- Brofodoumé

## Histoire
Abidjan a connu en un demi-siècle, une croissance et un développement impressionnant qui se confondent avec l’histoire de l’expansion de la Côte d'Ivoire. Les peuples autochtones du district sont les peuples Atchan (Ebrié) et Attiés.Les premiers occupants des berges de la lagune, qui formeront la future Abidjan, sont difficilement identifiables. Néanmoins, les archéologues datent les plus anciens vestiges d’habitations de -10 000 à -15 000 ans avant Jésus-Christ. Puis, c’est la tradition orale des ethnies qui nous renseigne sur l’histoire des Abidjanais.
Les premiers peuples connus à s’être installés autour de la lagune sont les Tchassas et les Blékégonins.

### Toponymie
Selon la tradition orale Ébrié rapportée dans le Dictionnaire encyclopédique de la Côte d’Ivoire, le nom d'Abidjan, « Abijean » à l'époque, serait né d'un quiproquo. La légende raconte qu'un vieil homme revenant de son champ, les bras chargés de branchages probablement destinés à la réfection du toit de sa case, rencontra sur son chemin un explorateur européen en perdition qui lui demanda le nom du village le plus proche. Le vieil homme ne parlant pas la langue de l’homme blanc crut comprendre que celui-ci demandait ce qu’il faisait en ces lieux. Terrorisé par cette rencontre inattendue, il s’enfuit en criant : « min tchan m’bidjan », ce qui signifie en langue ébrié : « je reviens de couper des feuilles ». L’homme blanc crut avoir eu la réponse à sa question et retint Abidjan.
Bidjan est composé de sept villages plus un allie Djepo : Bidjan Cocoly (actuel Cocody), Lokodjro, Adjamé, Agban, Attécoubé ou Bidjan té, Anoumanbo (actuellement dans la commune de Marcory) et Bidjan Santè. La signification Bidjan tire son origine du fait que ce peuple installé dans une zone verdoyante pratiquait la cueillette des plantes qu'on appelle « m'bi ». Les Djemien se sont déplacés successivement de l'actuel zoo d'Abidjan, aux rives de l'actuelle commune du Plateau (les villages Goblo Kaka et Dougbeyoh) enfin pour s'établir définitivement au cœur de l'actuelle commune d'Adjamé jusqu'à ce jour[Quand ?]. Cocody a fait le déplacement à partir de l'emplacement actuel du stade Félix Houphouët-Boigny.

### Époque coloniale

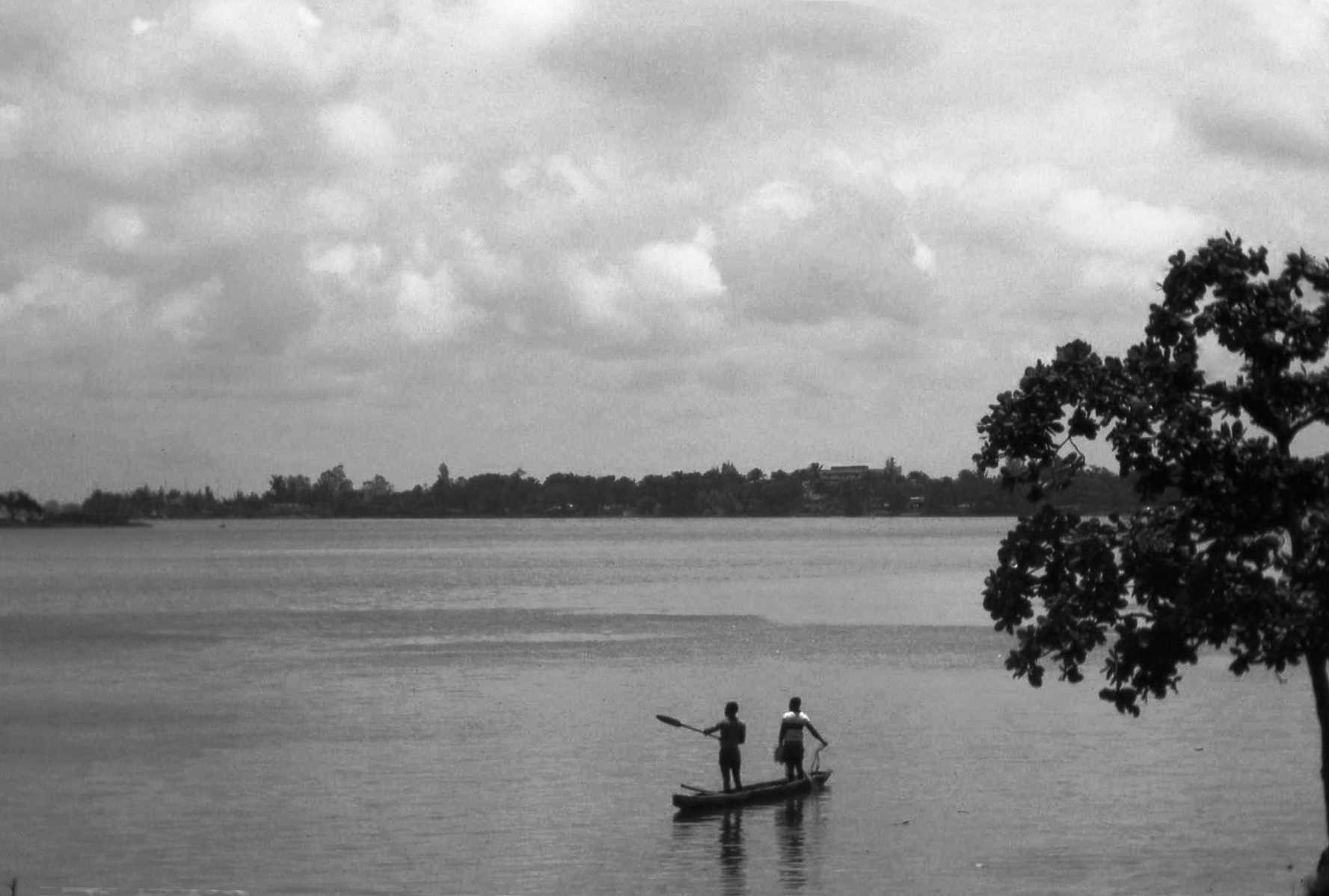
Piroguiers abidjanais.

Abidjan est à l’origine un petit village de pêcheurs où vit le peuple Atchan.
En 1896, à la suite d'une série d'épidémies de fièvre jaune meurtrières, les colons français qui étaient installés à Bassam décidèrent de partir vers un endroit plus salubre à Abidjan Santé (« un village à l'écart d'Adjamé »). Leur déménagement fut suivi par celui du gouvernement colonial qui établit en 1899, à cet endroit, sous l'impulsion de l'ingénieur Houdaille dont la mission première était d'étudier le tracé pour un chemin de fer Océan-Niger, le comptoir de Bingerville, capitale de la colonie française de 1900 à 1934 du nom du premier gouverneur officiel de la colonie, Louis-Gustave Binger.
La future Abidjan toute proche, également située sur le bord de la lagune n'doupé (« la lagune à l'eau chaude », future « lagune ébrié »), offrait plus d'espace et de plus grandes possibilités d'expansion commerciale. Le wharf de Petit Bassam (l'actuel Port-Bouët), au sud de l'agglomération, fit rapidement concurrence au wharf de Grand-Bassam, jusqu'alors le principal accès économique de la colonie.
À partir de 1903, alors que Bingerville n'est pas encore achevée, Abidjan devient le principal pôle économique de la colonie de Côte d'Ivoire et un relais privilégié pour la diffusion des produits européens vers l'arrière-pays, notamment grâce à une communauté libanaise de plus en plus importante.
En 1931, Le Plateau et ce qui deviendra Treichville sont reliés approximativement à la place du pont Félix-Houphouët-Boigny par un pont flottant. Cette année-là, un premier adressage des rues d'Abidjan est mis en place. Il sera (provisoirement) définitif en 1964, sous l'impulsion du maire Konan Kanga, puis (mal) complété à l'américaine en 1993.

#### Choisie comme capitale
Abidjan devient la troisième capitale de la Côte d’Ivoire, après Grand-Bassam et Bingerville, par un décret du 10 août 1933. Plusieurs villages atchan sont alors désertés. Il en reste notamment Adjamé, (« la rencontre » ou « le centre » en Atchan), situé au nord du Plateau et où se trouve encore le chef de la communauté Atchan.
Au sud du quartier du Plateau, actuel quartier central de l'agglomération abidjanaise, le village de Dugbeyo est déplacé de l'autre côté de la lagune, à Anoumabo, « la forêt des roussettes », qui deviendra le quartier de Treichville (devenue Commikro, la « ville des commis »). Ce quartier est ainsi rebaptisé en 1934 en l'honneur de Marcel Treich-Laplène (1860-1890), le premier explorateur de la Côte d’Ivoire et son premier administrateur colonial, considéré comme son fondateur. À la place de Dugbeyo, se trouve l'actuelle avenue Treich Laplène, la gare des autobus et des bateaux-bus lagunaires du Plateau, et l'avenue Charles de Gaulle (communément appelée rue du Commerce)[réf. nécessaire].
La ville est aménagée selon le schéma habituel aux villes coloniales sur la base d'un plan d'urbanisme plutôt utopiste. Le Plateau («m'brato» en langue Atchan) est habité par les colons. Au nord, on retrouve la ville habitée par les colonisés. Les deux zones sont séparées par la caserne militaire Gallieni, à la place de l'actuel palais de justice.
Près du port et le long d'un terrain de pétanque, naît le boulevard de Marseille. La légende raconte que, derrière les premières huileries de Blohorn, à Cocody, des colons facétieux qui avaient « emprunté » une plaque d'une célèbre rue marseillaise, ont rebaptisé rue de la Canebière une piste de sable. Un hippodrome est construit dans le sud de la ville qui ne cesse de s'agrandir.
Au Plateau, dans les années 1940, l'hôtel Bardon s'agrandit et devient l'hôtel du Parc, le premier hôtel climatisé d'Afrique francophone où travailleront le premier barman et le premier maître d'hôtel africains.
Dans les années 1940 et 1950, à l'instar du Caire, de Tanger ou d'Istanbul, Abidjan participe à l'imaginaire populaire des nids d'espions et des gentlemen-voyous en eaux troubles.
En 1951, les autorités coloniales décident de faire construire le canal de Vridi pour que les navires à fort tirant d’eau puissent venir accoster aux quais de Treichville et y aménagent un des rares ports africains en eaux profondes. Conséquence écologique de cet aménagement : l'eau chaude de la lagune n'doupé connaîtra une chute de température. Abidjan que l'on appelle alors la « Perle des lagunes » entre dans une période faste qui durera jusque dans les années 1980.

### Après l'indépendance
Après l’indépendance, en 1960, l’ancienne ville des colons devient le centre administratif et des affaires, siège de la présidence. L'axe au sud de Treichville, en direction de l'aéroport international et des plages, devient le quartier des européens et de la classe moyenne abidjanaise. C'est là qu'en novembre 2004, se concentreront les émeutes anti-françaises et les pillages. Le quartier de Cocody, rendu célèbre par un gentleman incarné au cinéma par Jean Marais, et qui, dans le schéma urbanistique colonial devait être un vaste quartier indigène, devient un quartier chic où se trouvent notamment la résidence présidentielle, la résidence de l'ambassadeur de France, l'hôtel Ivoire qui, pendant très longtemps, sera le seul d'Afrique à disposer d'une patinoire, et, depuis 2006, la plus grande ambassade américaine d'Afrique. De vastes zones populaires se sont développées entre ces pôles, prolongées par des zones d'habitats précaires et de misère nourries par l'exode rural et l'immigration sous-régionale.
En 1983, le village de Yamoussoukro, situé au centre du pays, devient la nouvelle capitale administrative et politique de la Côte d’Ivoire, sous l'impulsion du président Félix Houphouët-Boigny qui en était originaire. Celui-ci rêvait de transformer son village natal en un Brasilia des savanes africaines. La nouvelle capitale, un important nœud routier plus qu'un pôle commercial actif, n'a cependant jamais porté ombrage à Abidjan sur le plan industriel, commercial et économique.
Depuis 1999, Abidjan est pénalisée par le désastre politique et économique ivoirien.
Depuis les années 1980, malgré des améliorations indéniables, on[Qui ?] assiste, à cause de la négligence des fonctionnaires responsables et de la corruption, à une dégradation générale de la ville d'Abidjan et à une aggravation de sa pollution. En 2006, les intoxications massives des populations par des produits polluants déversés dans les décharges publiques en sont une illustration et un drame inévitable (affaire du Probo Koala). Impliqué dans cette affaire, l'ex gouverneur Pierre Djédji Amondji, haute figure du parti de l'ancien président ivoirien d'alors Laurent Gbagbo, le Front populaire ivoirien, est protégé par ce dernier qui lui fera ainsi éviter d'éventuelles poursuites judiciaires.
En 2004, lors d'émeutes contre la destruction par l'armée française de la flotte aérienne ivoirienne, les soldats français ouvrent le feu sur la foule, tuant des dizaines de personnes.

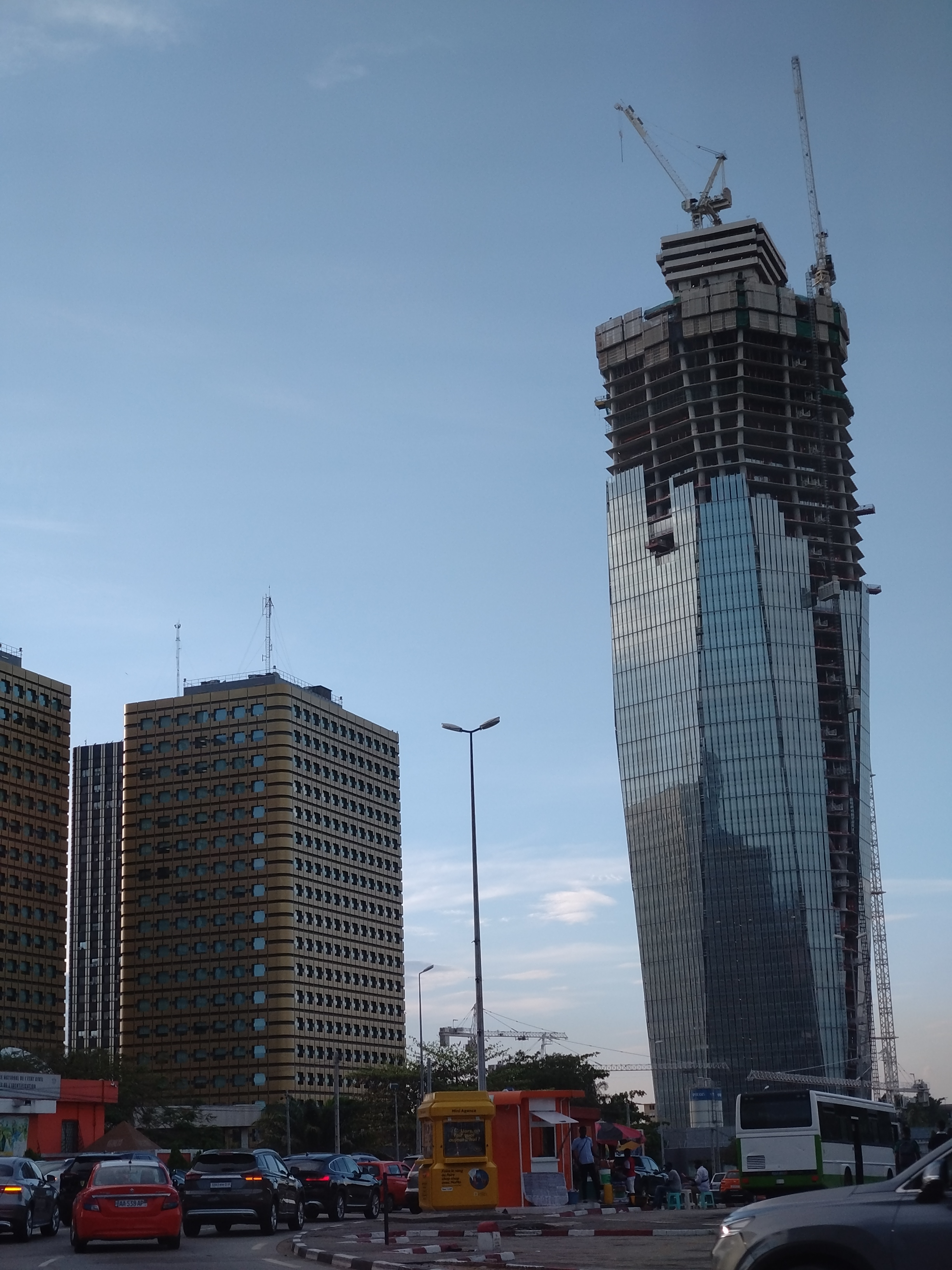
La tour F en construction en mai 2024 dans le quartier du Plateau.

Depuis le retour de la paix en 2011 après la crise ivoirienne de 2010-2011, Abidjan a connu une forte croissance économique et démographique. La population d'Abidjan est passée de 4,7 millions à 6,3 millions d'habitants entre 2014 et 2021, soit une hausse de près de 4 % par an, plus fort taux de croissance de la population depuis les années 1980. Les années 2010 et 2020 ont aussi été marquées par la lancement de multiples grands chantiers urbains, tels que la construction de trois nouveaux ponts autoroutiers sur la lagune Ebrié (le Pont Henri-Konan-Bédié inauguré en 2014, le Pont Alassane Ouattara inauguré en 2023 et le 4e pont d'Abidjan, reliant Yopougon à Adjamé, inauguré en 2024), l'expansion et modernisation du port d'Abidjan, l'élargissement du canal de Vridi (achevé en 2019), la construction du Parc des expositions d’Abidjan (inauguré en 2023), le Stade Alassane-Ouattara (construit pour la Coupe d'Afrique des nations de football 2023), la construction de la tour F (présentée comme le plus haut gratte-ciel d'Afrique par les autorités), le contournement autoroutier d'Abidjan (Y4), la modernisation et l'expansion de l'Aéroport international Félix-Houphouët-Boigny ou encore la ligne 1 du métro d'Abidjan (dont l'entrée en service est prévue pour 2028).
Abidjan a accueilli les cérémonies d'ouverture et de clôture ainsi que la finale de la Coupe d'Afrique des nations de football en janvier et février 2024.
En 2025, un vaste remaniement des nom assortie de l'époque coloniale sont réorganiser, pour des noms plus africains.

## Politique

### Administration

#### Développement historique
Au début du XXe siècle, Abidjan était géré par un « administrateur des colonies », l'« administrateur du cercle des lagunes », assisté de notables désignés.
Abidjan est érigé en commune en 1956 et désormais dirigée par un maire. Son premier conseil municipal fut élu le 18 novembre 1956 et le premier maire, dans le contexte de la loi-cadre de 1956, fut Félix Houphouët-Boigny.
En 1980, la commune d'Abidjan est transformée en une collectivité territoriale appelée "Ville d'Abidjan" composée de dix communes, chacune dotée d'un conseil municipal. Emmanuel Dioulo est élu maire d'Abidjan le 30 novembre 1980.
En 2001, la Ville d'Abidjan (422 km2) est fusionnée avec les quatre sous-préfectures périphériques du département d'Abidjan pour devenir le District autonome d'Abidjan (2 119 km2), une collectivité territoriale décentralisée. Le gouverneur à sa tête est nommé par le président de la République. Le premier gouverneur du district autonome d'Abidjan, nommé en septembre 2002 par le président Laurent Gbagbo, est Pierre Djédji Amondji.
| Dates du mandat | Identité               | Parti    | Qualité         | Statut          |
| --------------- | ---------------------- | -------- | --------------- | --------------- |
| 1956 - 1960     | Félix Houphouët-Boigny | PDCI-RDA | Homme politique | élu             |
| 1960 (15 jours) | Jean Porquet           | PDCI-RDA | Industriel      | élu             |
| 1960 - 1980     | Antoine Konan Kanga    | PDCI-RDA | Homme politique | élu, puis nommé |
| 1980 - 1985     | Emmanuel Dioulo        | PDCI-RDA | Homme politique | élu             |
| 1985 - 2001     | Ernest N'Koumo Mobio   | PDCI-RDA | Homme politique | élu             |

| Dates du mandat | Identité              | Parti | Qualité         | Statut |
| --------------- | --------------------- | ----- | --------------- | ------ |
| 2002 - 2011     | Pierre Djédji Amondji | FPI   | Homme politique | nommé  |
| 2011 - 2023     | Robert Beugré Mambé   | RHDP  | Ingénieur       | nommé  |
| 2023 - en cours | Ibrahim Bacongo Cissé | RHDP  | Homme politique | nommé  |

#### Organisation actuelle

Les dix communes de l'ancienne Ville d'Abidjan, sans les quatre sous-préfectures périphériques du district autonome.

Depuis 2001, la ville n'est plus dirigée par une mairie centrale mais par le gouverneur du district, nommé par le chef de l'État. Le gouverneur du district est actuellement Ibrahim Bacongo Cissé.
Abidjan est en effet un district autonome sur le plan décisionnel et financier qui englobe, en plus des dix communes de l'ancienne Ville d'Abidjan (abolie en 2001), les quatre sous-préfectures d'Anyama, Songon, Brofodoumé et Bingerville.
Administrativement, Abidjan est un district autonome, n’appartenant à aucun autre district, et non divisé en régions ou départements (mais son territoire est identique à celui du département d'Abidjan).
À côté du gouverneur se trouve un conseil du district, qui est l'organe délibérant du district autonome d'Abidjan. Le conseil du district autonome d'Abidjan est composé pour un tiers de personnes représentatives des activités économiques, sociales, culturelles et scientifiques du district autonome d’Abidjan, de représentants d’associations de développement ainsi que de personnalités du district reconnues pour leur compétence nommés par décret pris en conseil des ministres, et pour deux tiers de membres désignés au sein des conseils municipaux des communes qui composent le district autonome d’Abidjan.
Chacune des dix communes de l'ancienne ville d'Abidjan au centre du district, ainsi que les communes situées dans les quatre sous-préfectures périphériques, possède son propre conseil municipal dirigé par un maire. Les dernières élections municipales ont été organisées en septembre 2023.
Vincent Toh Bi Irié est préfet du département d'Abidjan du le 6 août 2018 à août 2020. À l'issue de la fin des mandats des maires des communes du Plateau, Port-Bouët au 31 décembre 2018, ce dernier assure une délégation spéciale, le temps d'installer les nouveaux conseils municipaux.
| Nom         |                                                        | Maire                 | Parti politique |
| ----------- | ------------------------------------------------------ | --------------------- | --------------- |
| Abobo       | Abidjan nord                                           | Kandia Camara         | RHDP            |
| Adjamé      | Abidjan nord                                           | Soumahoro Farikou     | RHDP            |
| Attécoubé   | Abidjan nord                                           | Claude Paulin Danho   | PDCI-RDA        |
| Cocody      | Abidjan nord                                           | Jean-Marc Yacé        | PDCI-RDA        |
| Le Plateau  | Abidjan nord                                           | Jacques Ehouo         | PDCI-RDA        |
| Yopougon    | Abidjan nord                                           | Gilbert Koné Kafana   | RHDP            |
| Treichville | Abidjan sud                                            | François Amichia      | PDCI-RDA        |
| Koumassi    | Abidjan sud                                            | Ibrahim Bacongo Cissé | RHDP            |
| Marcory     | Abidjan sud                                            | Aby Raoul             | PDCI-RDA        |
| Port-Bouët  | Abidjan sud                                            | Sylvestre Emmou       | PDCI-RDA        |
| Anyama      | Commune chef-lieu de la sous-préfecture d'Anyama       | Amidou Sylla          | RHDP            |
| Songon      | Commune chef-lieu de la sous-préfecture de Songon      | Éric Nkoumo Mobio     | PDCI-RDA        |
| Bingerville | Commune chef-lieu de la sous-préfecture de Bingerville | Issouf Doumbia        | RHDP            |

#### Villages et autorités traditionnelles
Abidjan compte :
- 27 villages ébrié, dont Akouédo, Blokosso, Anono, M’pouto, M'Badon, Adjamé, Attécoubé, Agban, Niangon Lokoa, Azito, Abobo Baoulé, Abia Koumassi, Cocody‑village, Anoumabo, Aboboté, Yopougon Kouté, Anonkouakouté, Yopougon Santé, Abobodoumé, Abia Abeti et Ancien Koumassi.
- 4 villages attié : Yopougon Andokoi, Abobo Akéikoi, Djrogobité et Abobo Agnissankoi.

Ces villages sont aujourd'hui totalement insérés dans le tissu urbain, aussi bien géographiquement que culturellement. Toutefois, les institutions de ces villages ont subsisté, et celles-ci mettent en avant, et souvent mettent en scène, l'autochtonie de leurs habitants par rapport à celle des autres Abidjanais. Cette ressource symbolique est réactualisée par la réaffirmation de l'identité villageoise à travers des productions idéologiques centrées sur les traditions, le passé et les anciennes terres villageoises.
Sur le plan économique, cette identité autochtone permet de revendiquer des avantages économiques, comme des emplois salariés pour les jeunes originaires des villages dans des entreprises installées sur les terres villageoises ou encore le prélèvement de taxes sur certains commerces installés dans le village. En retour, les jeunes ne peuvent profiter de ces privilèges qu'en se conformant à l’ordre social villageois à savoir l’appartenance aux classes d’âge et la soumission aux hiérarchies sociales internes au village.
Les Ebriés utilisent également cette autochtonie pour être plus visibles sur la scène politique abidjanaise, et ils vont d'ailleurs réussir à faire élire l'un des leurs, Emmanuel Dioulo, au poste de maire central de la ville d’Abidjan en 1980, à la faveur de l’ouverture « démocratique » autorisée par l’ancien parti unique, le PDCI‑RDA, avec la loi-cadre de 1978. La même année, les Ébrié, qui ne représentaient pourtant que 2,5 % de la population abidjanaise, ont vu leurs cadres originaires remporter six des dix municipalités de la ville.

### Institutions nationales

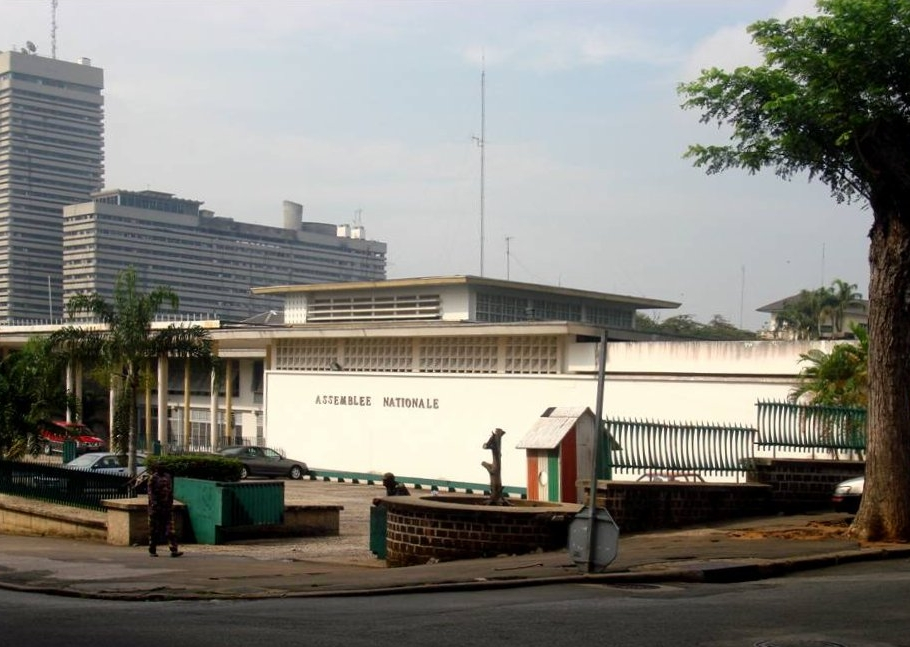
Le siège de l'Assemblée nationale.

La plupart des institutions ivoiriennes se situent à Abidjan (jusqu'à la fin du transfert de la capitale ivoirienne vers Yamoussoukro) : la présidence au Plateau, la Primature (gouvernement), le Parlement, le Conseil constitutionnel, la Cour Suprême (cour de cassation, conseil d'état et la cour des comptes), la Grande Chancellerie de l'ordre national, le Conseil économique et social. Toutefois, l'ancien président, Laurent Gbagbo, élu en 2000, avait décidé de rendre effectif le projet de faire de Yamoussoukro la capitale politique de la Côte d'Ivoire, malgré les événements qui, depuis 2002, paralysaient le pays,. À l'époque, cette décision a fait l'objet d'un consensus de la part des responsables politiques du pays et n'a jamais été remise en cause depuis.
Nombreux sont les ministères installés au Plateau, à la cité administrative d'Abidjan, au boulevard Carde ou au boulevard Angoulvant (non loin de la cathédrale Saint-Paul d'Abidjan), ou ailleurs dans les grands buildings de la commune.
Emplacement des ministères à Abidjan (liste non exhaustive) :
- Communication : cité administrative tour C (22e étage)
- Affaires Étrangères : bloc ministériel boulevard Angoulvant - Le Plateau
- Économie et Finances : immeuble SCIAM (16e étage)
- Agriculture : immeuble CAISTAB 24, (25e étage)
- Solidarité et Victimes de guerre : cité administrative tour B (14e étage)
- Justice et Droits de l'Homme : bloc Ministériel Boulevard Angoulvant - Le Plateau
- Fonction publique et emploi : boulevard Angoulvant (face collège Notre-Dame du Plateau)
- Réconciliation : immeuble la Nationale d’Assurance (3e étage)
- Mines et énergie : immeuble SCIAM (15e étage)
- Éducation nationale : cité administrative tour D (28e étage)
- Enseignement technique et formation professionnelle : cité Administrative tour C (10e étage)
- Infrastructures économiques : tour Postel 2001 (23e étage)
- NTIC : tour Postel 2001 (21e étage)
- Commerce : boulevard de la Cathédrale, Immeuble CCIA (26e étage)
- Enseignement supérieur et recherche : cité administrative Tour B (17e étage)
- Lutte contre le Sida : immeuble CAISTAB (7e étage)
- Industrie et promotion du secteur privé : boulevard de la Cathédrale, immeuble CCIA, (15-16-20-22es étages)
- Environnement, eaux et forêts : cité administrative, tour D (11e étage)
- Sports, Jeunesse, Loisirs et éducation civique : immeuble SOGEPHIA (2e et 3e étage)
- Famille, femmes et affaires sociales : cité administrative, tour E (16e, 17e et 18e étage)
- Tourisme et Artisanat : tour Postel 2001 (15e étage)
- Culture et Francophonie : boulevard Carde cité administrative, tour E (22e étage)

### Sécurité
Malgré les efforts entrepris conjointement par le ministère de l'Intérieur et le district d'Abidjan, l'insécurité persiste comme dans presque toutes les capitales africaines.
Depuis les troubles de 2004 et du début 2011, lorsque quasiment tous les prisonniers d'Abidjan sortirent de la Maison d'Arrêt et de Correction d'Abidjan (MACA), l'insécurité a fortement augmenté : augmentation des crimes et des délits, augmentation de la saisie de drogue. Outre la présence de la police, de la gendarmerie, des forces impartiales (ONUCI dont le siège se situe à Attécoubé et une grande base à Biétry), des militaires français basés à Port-Bouët et de l'armée ivoirienne, ont été créées dans les années 2000 la CECOS (dissoute en 2011) ainsi que plusieurs agences de sécurité privées.
En 2007, Danger permanent de Pierre Laba sort au cinéma, un film traitant du laxisme des policiers face au banditisme dans les grandes villes africaines à l'image de la capitale ivoirienne

#### Police
Abidjan est divisée en 35 arrondissements dont chacun dispose d'un commissariat. On distingue la police municipale et la police nationale.
La police a son centre de formation (école nationale de police) situé dans la commune de Cocody, non loin de l'université Félix Houphouët-Boigny, où sont formés tous les policiers. Ceux-ci sont recrutés sur concours organisé par l'administration de la police.
La police comprend plusieurs sections : la BAE (Brigade Anti Émeute) dont la base est située dans la commune de Yopougon au nord de la ville, la CRS (Compagnie républicaine de Sécurité) dont la base principale se trouve à Williamsville (Adjamé) et une base secondaire, appelé CRS2, qui elle se trouve en zone 4, dans la commune de Marcory (centre de la capitale).
La gendarmerie accompagne la police. Quant à la police du CECOS (Centre de commandement des opérations de sécurité), progressivement devenue une police politique sous la présidence de Laurent Gbagbo, elle a été dissoute par l'actuel président de la république Alassane Ouattara.
La principale base de la gendarmerie se trouve à Agban (commune d'Adjamé), une autre à Abobo et Koumassi. Elle dispose aussi de deux écoles de formation, une à Cocody et l'autre la ville de Daloa.

#### Le fléau des drogues
Depuis les années 2010, la Côte d'Ivoire connaît une forte hausse du trafic de drogue. Les fumeries de drogues apparaissent surtout dans les quartiers précaires comme Abobo derrière rail ou encore Adjamé Bramokoté. Les enquêtes montrent que cette drogue provient d'Asie, répondant à une récente hausse de la demande chez les jeunes chômeurs et vagabonds ivoiriens. La police ivoirienne est de plus en plus concentrée sur la lutte contre le trafic et la consommation de drogue dans le district d’Abidjan. Un rapport de l'Office des Nations unies affirme que l’Afrique de l'Ouest joue un rôle de plus en plus important dans le transit de la cocaïne latino-américaine vers l’Europe. Selon une enquête de la commission de lutte contre le trafic de drogue des Nations unies, 46 % de la jeunesse en Afrique de l’Ouest est dépendante de la drogue. En mai 2007, sept fumeries ont été démantelées et 191 personnes interpellées dont un militaire,.

### Base militaire française
Abidjan abrite à Port-Bouët l'une des six bases militaires françaises existant en Afrique (avec Dakar, Libreville, Bouar (Centrafrique), N'djamena et Djibouti). Un millier de personnes y vivent autour du 43e BIMA, en application des accords de défense établis le 24 avril 1961 et liant les deux pays. La plus grande partie des effectifs provient d'unités en mission de courte durée (MCD) de 4 mois sur le territoire.
Le 1er janvier 2015, l'opération Licorne devient une base opérationnelle avancée (BOA) regroupant les forces françaises en Côte d'Ivoire.
Leurs missions sont de soutenir les opérations dans la zone (comme l'opération Barkhane), de protéger les ressortissants français et de participer à une coopération bilatérale avec les forces armées ivoiriennes et de la sous-région (formation et entrainement).

### Relations et partenariats

#### Représentations étrangères et organisations internationales
Abidjan est le siège régional de plusieurs grandes institutions internationales : UNICEF, PNUD, OMS, PAM, UNOPS, FNUAP, OIT, FMI, etc.
Les grandes nations du monde ont toutes une représentation à Abidjan dont la plupart desservent la sous-région,,,,,,. En 2024, 72 pays sont représentés à Abidjan, par 51 ambassades, un consulat général, 19 consulats et une représentation.
La Banque africaine de développement (la BAD), déplacée pendant un certain temps à Tunis pendant les troubles, a réemménagé à Abidjan.

#### Jumelages
La ville est jumelée avec :
- Cotonou au Bénin ;
- Marseille en France ;
- Libreville au Gabon ;
- San Francisco aux États-Unis ;
- São Paulo au Brésil ;
- Tianjin en Chine ;
- Viseu au Portugal ;
- Alfortville en France (jumelée avec Cocody) ;
- Kumasi au Ghana (jumelée avec Treichville) ;
- Pontault-Combault en France (jumelée avec Anyama).

### Divers
Abidjan a été le lieu de villégiature, dans les années 1980, de Jean-Bedel Bokassa après son éviction du pouvoir en Centrafrique.

## Démographie
| Année | Ville d'Abidjan (422 km2) (abolie en 2001) | District d'Abidjan (2 119 km2) (créé en 2001) | Croissance annuelle (%) |
| --- | ------------------------------------------ | --------------------------------------------- | ----------------------- |
| 1912 | 1 400                                      | ―                                             | —                       |
| 1928 | 5 400                                      | ―                                             | +8,80                   |
| 1939 | 22 000                                     | ―                                             | +13,62                  |
| 1948 | 48 000                                     | ―                                             | +9,06                   |
| 1955 | 125 000                                    | ―                                             | +14,65                  |
| 1963 | 254 000                                    | ―                                             | +8,70                   |
| 1975 | 951 216                                    | ―                                             | +11,81                  |
| 1988 | 1 929 079                                  | ―                                             | +5,65                   |
| 1998 | 2 877 948                                  | 3 133 608                                     | +3,79                   |
| 2014 | ―                                          | 4 707 404                                     | +2,68                   |
| 2021 | ―                                          | 6 321 017                                     | +3,96                   |
| Sources : Ville : estimations administratives 1912-1948, recensement INSEE de 1955, enquête SEMA de 1963, recensements INS 1975-1998. District : RGPH 1998, RGPH 2014, RGPH 2021. |                                            |                                               |                         |

Abidjan n'existait pas au début du XXe siècle. En 1950, elle venait tout juste de dépasser le seuil des 50 000 habitants (fin 1948). Pour atteindre le million d'habitants à la fin de l'année 1975, il fallut qu'elle progressât de 10 à 12 % par an, ce qui correspond à un doublement tous les six ou sept ans. Mais la courbe s'infléchit brusquement avec la crise des années 1980.
On peut supposer que, dans les vingt dernières années du siècle, le taux de croissance démographique d'Abidjan aura évolué dans une fourchette de 3 à 6 %.La croissance naturelle a pris le dessus sur l'apport migratoire. Les flux restent substantiels, mais les départs compensent en partie les arrivées. Les flux migratoires positifs ont amené, dans l'année qui a précédé le recensement de 1988, 80 000 personnes, dont 50 000 provenaient des régions ivoiriennes et 30 000 de l'étranger. De Côte d'Ivoire sont venus surtout des Akans (sud-est, 48 %), puis des Mandé (nord-ouest, 24 %) et des Krou (sud-ouest, 20 %). De l'étranger sont arrivés des Burkinabé (30 %), des Maliens (22 %), des Ghanéens (19 %), des Nigériens (11 %), des Guinéens (9 %). Ces statistiques font référence à la nation entière, pas à Abidjan. Parmi les non-africains, les Libanais sont plus nombreux que les Européens, et les Français sont plus nombreux que tous les autres Européens réunis. Tous ensemble, les non-africains ne représentaient guère que 3 % de la population abidjanaise avant la chasse aux blancs du 8 juin 2004, mais il s'agissait tout de même d'un record pour la région.
Un recensement de la population du pays a eu lieu en 1998. Il indiquait 2 877 948 habitants pour la ville.
Les données du recensement effectué en 2014 par l'Institut national de la statistique comptabilisaient pour Abidjan une population totale de 4 707 404 habitants. Le dernier recensement effectué en 2021 a trouvé une population de 6 321 017 habitants, soit une croissance moyenne de +3,96 % par an entre 2014 et 2021, la plus forte enregistrée depuis les années 1980.
En matière de répartition de la population, la part relative de la population résidant dans la partie sud de l’agglomération (Treichville, Plateau, Marcory, Koumassi, Port-Bouët) a tendance à baisser depuis la fin des années soixante-dix : de 33 % en 1990, elle est passée à 20% en 2010. Dans le nord de la ville, le quartier d’Abobo a connu un fort développement, suivi quelques années plus tard par celui de Yopougon. Ces deux grands quartiers, qui ont absorbé près de la moitié de l’accroissement démographique entre 1979 et 1988 et qui regroupaient presque 40 % de la population de la ville en 1993, représentent 54% de la population totale en 2010. Les quartiers anciens comme Treichville voient par contre leur population stagner, sinon diminuer légèrement, et Adjamé ne regroupe plus qu’environ 8 % de la population totale.

## Société

### Langues
La langue traditionnelle sur le territoire de la ville actuelle était l'ébrié. Depuis l'indépendance, la langue officielle à Abidjan et dans toute la Côte d’Ivoire est le français. En 2014, 57,6 % des habitants d'Abidjan de quinze ans et plus savent lire et écrire le français tandis que 68,6 % savent le parler et le comprendre. Le français parlé à Abidjan est appelé le Nouchi, une sorte d'argot populaire et identitaire au sein de la jeunesse. La langue véhiculaire, parlée et comprise par la majeure partie de la population d'Abidjan, est le dioula.
La ville accueille de nombreux Ivoiriens issus de toutes les régions du pays, toutes les langues vernaculaires du pays, environ une soixantaine, y sont pratiquées : l'attié, le baoulé, le bété, le wobé...
Abidjan est encore entouré de plus de trente villages ou l'on parle essentiellement l'attié et l'ébrié.

### Éducation
Abidjan est le lieu des principaux établissements d'enseignement secondaire en Côte d’Ivoire. Parmi eux figurent :
- le lycée classique d'Abidjan situé à Cocody ;
- le lycée Sainte-Marie, situé à Cocody ;
- le lycée moderne et classique de Garçon, situé à Bingerville ;
- le lycée Mamie-Faitai, situé à Bingerville ;
- le lycée moderne Autoroute, situé à Treichville ;
- le lycée Blaise-Pascal d'Abidjan, situé à Cocody et qui est une école française, c'est-à-dire une école qui a signé une convention avec l'ADFE[54]).

Abidjan est aussi un pôle universitaire et de recherche important de la Côte d'Ivoire abritant les principales institutions d'enseignement supérieur et de la recherche scientifique du pays. Notamment les deux principales universités publiques du pays s'y trouvent : l'université Félix-Houphouët-Boigny (UFHB), dont les campus sont situés dans les communes de Cocody et de Bingerville, et l'université Nangui Abrogoua (UAA), dont les campus sont situés dans les communes d'Abobo et d'Adjamé.

### Santé
La ville dispose d'une offre de soins complète. Outre les nombreux centres de Tradipratiques et de médecine traditionnelle, les établissements anarchiques de ventes de médicaments en pleine rue, il existe de nombreux centres de santé et des pharmacies, de nombreuses pharmacopées. La ville comporte plus de cinquante polycliniques, et plus de soixante établissements spécialisés (vétérinaire, dermatologie, dentistes, optométrie, maternité, psychologie, pédiatrie, etc.).

### Urbanisme et habitat

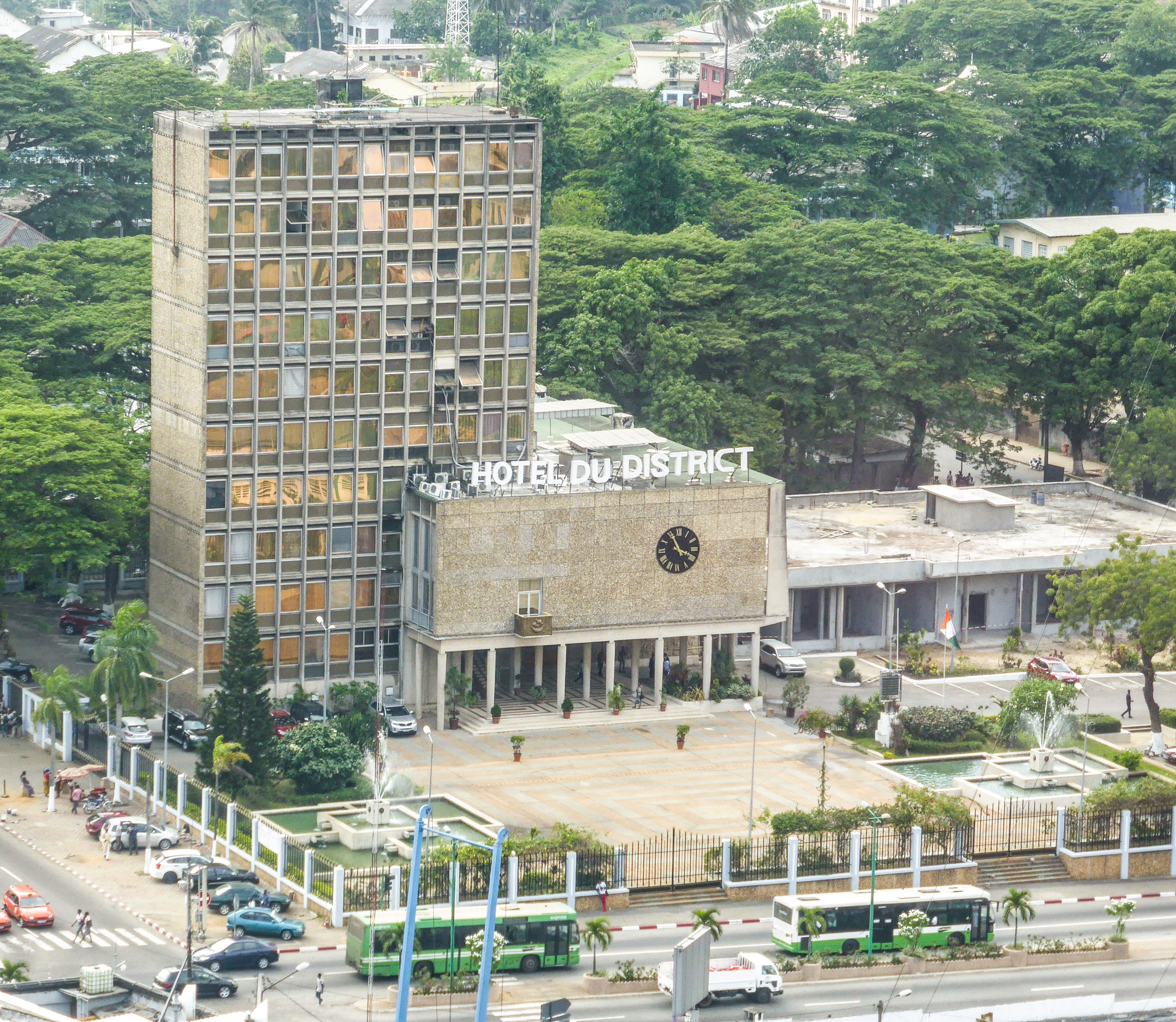
L'Hôtel de Ville d'Abidjan au plateau.

Les quartiers modernes comme Le Plateau ou Cocody ont connu un développement à l'européenne avec la construction de grandes tours de bureaux, et d'immeubles d'habitations modernes, entre les années 1970 et le milieu des années 1980.
Les quartiers traditionnels comme Treichville ou Marcory ont maintenu le système des « concessions » où les logements sont contigus à l'usine et le système de la « cour » collective autour de laquelle sont construites plusieurs habitations, ce qui respecte l'organisation habituelle et multi-séculaire des villages africains.
Le quartier de Cocody abrite aussi de nombreuses villas en bois de plain-pied ou à un étage, au milieu de vastes jardins où règne une végétation luxuriante entretenue par les pluies abondantes qui arrosent la ville. Depuis quelque temps, une certaine « mode », pour ses habitants (très) aisés, a conduit à la construction, dans le quartier de Cocody, de villas imitant les temples grecs.
Par ailleurs, de nombreuses maisons sur pilotis ont été construites sur le pourtour de la lagune Ebrié.
L'hôtel de ville, bel exemple d'architecture moderne, est l'œuvre de l'architecte Henri Chomette.
Dans les années 2010, les populations défavorisées sont reléguées dans les quartiers périphériques de la ville pour laisser place à des projets économiques (leurs habitations étant rasées). En mars 2019, le gouvernement indique que 132 quartiers populaires seraient rasés ; au moins 1,2 million de personnes seront expulsées.
Les prix des logements ont environ doublé entre 2009 et 2019.

#### La désorganisation du réseau urbain

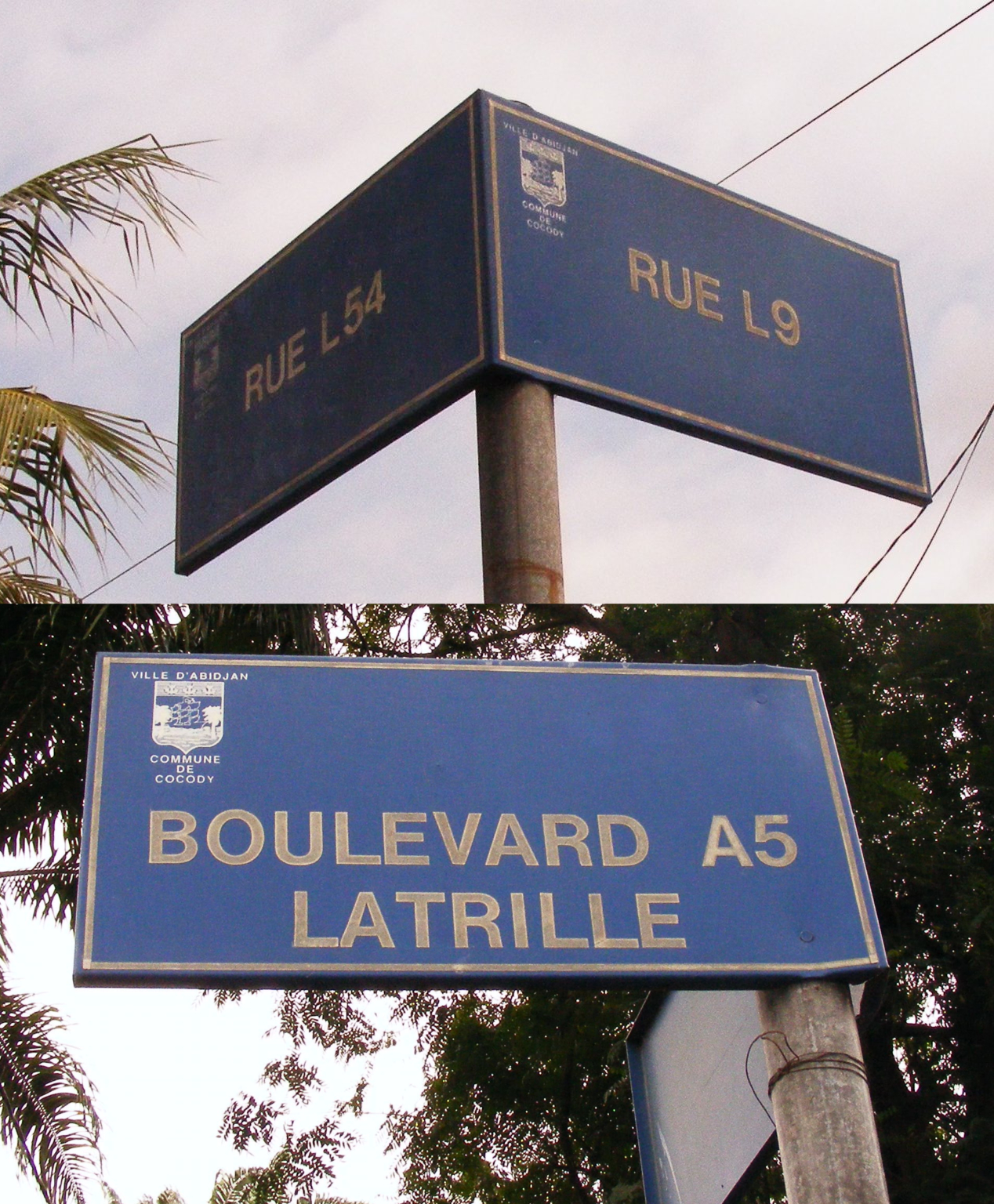
Nombre de rue sont identifiées seulement par une lettre et un numéro.

Le réseau urbain d'Abidjan apparaît désorganisé, pour une ville de 2 500 000 habitants dont la population double tous les sept ans, depuis 1945. Les populations rurales, attirées par les opportunités d’avenir qu'offre la ville, forment l'essentiel des flux migratoires entrants. Ainsi Abidjan représente 45 % des citadins de la Côte d’Ivoire et 20 % de la population totale du pays. Cependant, si un important essor a été remarqué depuis un demi-siècle, sa croissance n'avoisine maintenant plus que les 4,5 % par an (comparé à 10 % de 1960 à 1990) et nous ne trouvons plus qu'un tiers de ruraux qui participent à l’accroissement de la ville (deux tiers de 1960 à 1990). Malgré cette diminution, la ville est toujours la plus peuplée en comparaison de la seconde ville la plus importante du pays, Bouaké (1 500 000 habitants) ou à la capitale politique, Yamoussoukro (100 000 habitants).

#### Le problème de l'insalubrité urbaine
Malgré l'affaire du Probo-Koala en 2006, l'insalubrité qui touche fortement l'Afrique pourrait être résolue à Abidjan. En effet, un contrat a été signé entre la Chine et la Côte d'Ivoire : une société chinoise de traitement d'ordures urbaines et industrielles envisage de traiter tous les déchets du district ; cette transformation passera aussi par la création d'une importante société de nettoyage quotidien. Le projet est financé à 60 % par la Chine et 40 % par la Côte d'Ivoire. Un gigantesque centre de traitement de déchets se construit à Attengué. 15 000 emplois permanents et 5 000 emplois saisonniers seront créés à travers ce projet. Les célèbres « bataillons de balayeuses », mis en place sous la présidence de Félix Houphouët-Boigny et supprimés sous la présidence de Laurent Gbagbo, ont réapparu depuis l'été 2011, ce qui redonne à Abidjan une propreté qu'elle ne connaissait plus depuis quelques années.

#### Réhabilitations urbaines
Le dernier programme de renforcement de la voirie d'Abidjan, qui a conduit au raffermissement de certaines voies de la capitale, date de 1994. Depuis le mois de mai 2007, la société Ageroute (Agence de gestion des routes) entreprend de grands travaux à Abidjan et Anyama : ces ouvrages concernent les routes très dégradées qui souffrent du manque d'entretien, des fortes pluies et des manifestations, les caniveaux, les routes non bitumées,. Le District et le BNETD projettent de réhabiliter et construire 400  à   500 kilomètres de route, avec une qualité leur assurant quinze à vingt ans de durée de vie.
Les travaux en cours portent sur la réhabilitation des routes d'Abidjan et Anyama, la construction de caniveaux, le bitumage des routes en terre et l'assainissement de la ville par la construction d'égouts.
Ces réhabilitations concernent l'ensemble des communes de la ville d'Abidjan, certaines ont déjà débuté :
- à Cocody, pour un coût de trois milliards de francs CFA, il a été procédé à la reconstruction de la Corniche, une des voies les plus empruntées de la commune. La reconstruction a été prolongée par la construction du barrage de l’Écréteur, situé au Carrefour de la Vie, permettant de filtrer toutes les eaux de ruissellement de leurs déchets, avant qu'elles ne se jettent dans la lagune ;
- à Yopougon, la réhabilitation du névralgique Carrefour Sable se poursuit par la construction d'un dalot de 200 mètres de long destiné à freiner le trainage des eaux usées, principale cause de la dégradation des voies ;
- à Abobo l'ampleur de la dégradation de la route exige un investissement important, la confection de caniveaux et la pose de dalots pour assurer un bon assainissement. La réhabilitation des voies et routes se poursuit.

## Économie

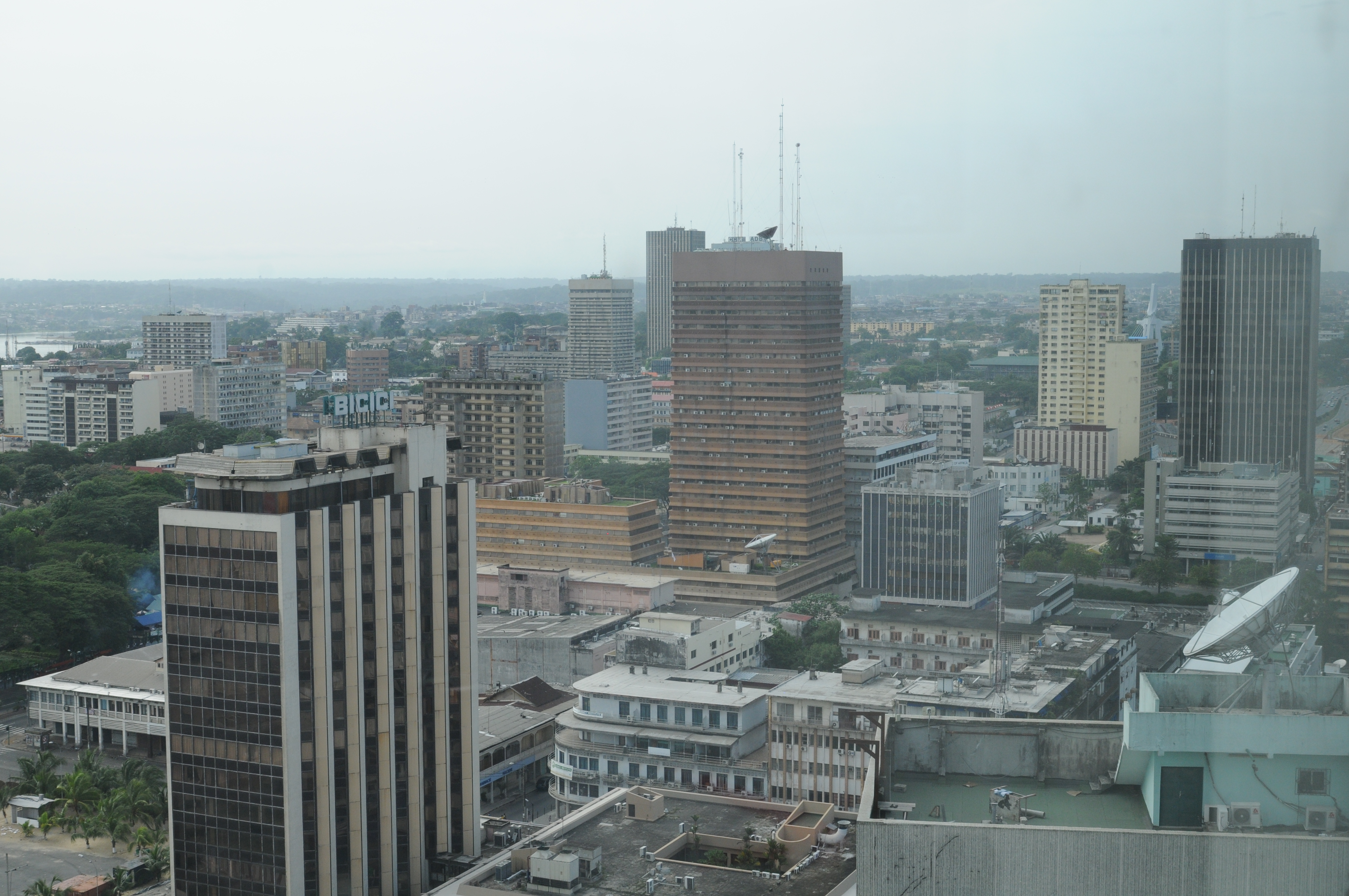
Le Plateau, quartier d'affaires d'Abidjan, en 2016.

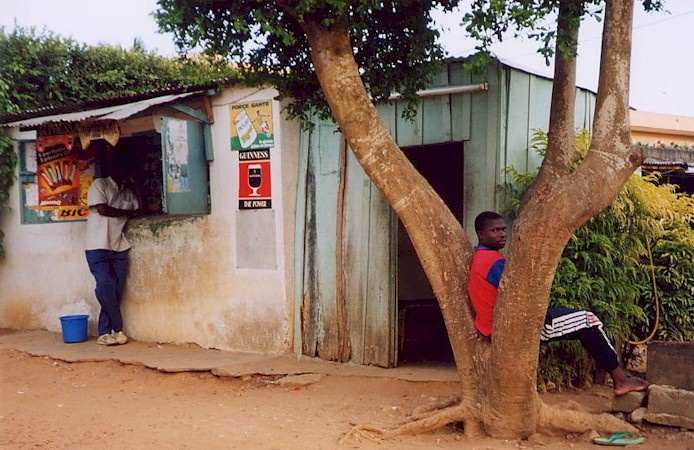
Petite boutique à Abidjan.

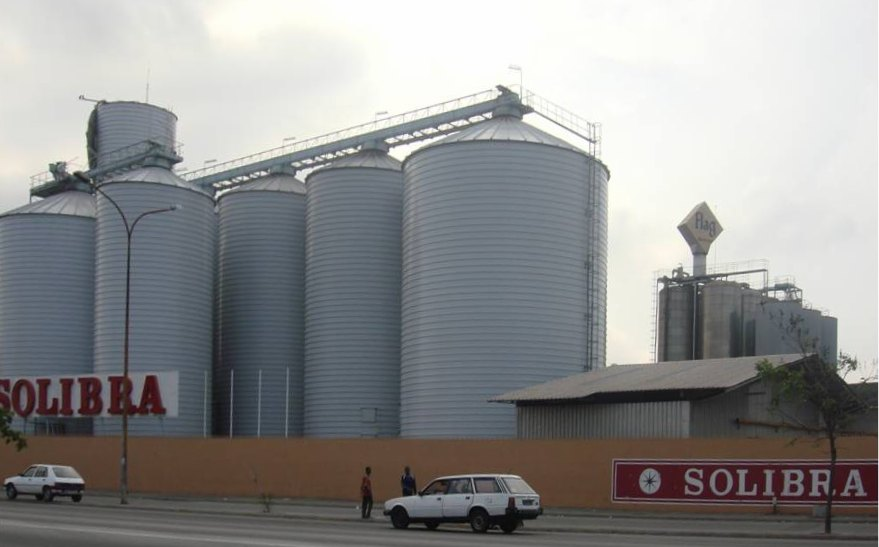
Usine Solibra à Abidjan.

Le poids économique de la ville d’Abidjan est largement dominant sur les autres villes de Côte d'Ivoire. Le district d’Abidjan représente à lui seul 40 % du PIB de la Côte d'Ivoire[réf. nécessaire], soit 12,42 milliards de dollars, plus que le PIB de la Guinée ou du Bénin. En comparaison des autres villes de Côte d'Ivoire, c'est dix fois plus que la ville de San-Pédro. L'économie abidjanaise, de par le poids de son industrie et de ses services, rayonne sur toute la Côte d'Ivoire et au-delà des frontières de la Côte d'Ivoire.

### Industrie
La Région des lagunes est la région la plus industrialisée du territoire national.
Ses industries sont principalement le Bâtiment et travaux publics avec la présence de grands groupes industriels internationaux : les français SETAO, COLA, Bouygues, Jean Lefebvre, et le suisse Holcim.
On compte ensuite l'industrie textile avec le conditionnement du coton cultivé dans le nord soit pour l'exportation soit pour sa transformation sur place en pagnes, toiles, batiks et vêtements divers. Le secteur du textile, très dynamique, représente 15,6 % des investissements nets, 13 % du chiffre d'affaires et 24 % de la valeur ajoutée de l'industrie ivoirienne.
On dénombre plusieurs puits de pétrole au large de la côte en exploitation off-shore (la Côte d'Ivoire est un pays producteur de pétrole, même si elle n'est pas auto-suffisante en ce domaine), ce qui conduit à la présence d'industrie chimique avec les raffineries de pétrole, et un port pour hydrocarbures.
On y travaille également les pierres et des métaux précieux pour l'exportation,[réf. souhaitée].
La ville comporte également une importante activité de traitement du bois qui arrive au port essentiellement par voie fluviale depuis les forêts du centre du pays. Il est exporté soit sous forme naturelle comme l'acajou qui était déjà vendu il y a deux siècles aux anglais à l'époque victorienne soit sous une forme semi-industrialisée : bois déroulé, contreplaqué, aggloméré.
Dans l'industrie agroalimentaire on compte principalement : la fabrication d'huile de palme, le traitement des bergamotes et des bigarades, la transformation de l'hévéas issu des plantations de l'ouest, la fabrication de boissons à partir des ananas, des oranges et des mangues et surtout la torréfaction du café, de type robusta, venu des plantations de l'Ouest et dont le pays est le troisième producteur mondial, derrière la Colombie et le Brésil ainsi que le conditionnement et le traitement du cacao, dont la Côte d'Ivoire est le premier producteur mondial devant le Ghana et l'Indonésie ; 37 % du cacao et 10 % du café produits subissent au moins une première transformation sur place.
Abidjan est aussi le premier port thonier africain, et trois usines conditionnent du thon destiné au marché européen essentiellement. Cette activité génère près de 3 000 emplois salariés, et est une source importante de devises.
Comme dans tous les pays du tiers-monde en voie de développement, une grande partie de l'économie de la ville se situe dans le domaine que les économistes qualifient d'économie informelle avec ses nombreux « petits métiers ».

### Commerce
Pour ravitailler sa population, Abidjan dispose de quelque 120 marchés hiérarchisés en trois niveaux : grand marché, marché intermédiaire et petit marché.
Si les dix communes d’Abidjan sont chacune dotées de plusieurs marchés Adjamé que l’on en comptabilise le plus avec une vingtaine recensés. Débordant largement sur les rues alentour, les zones commerciales finissent par se toucher si bien que la commune tout entière ressemble à un gigantesque marché.

### Pêche

#### Pêche artisanale
Il existe sur les rivages des plans d’eau lagunaire et maritime dans la zone d’Abidjan une multitude d’échouages dont les plus connus sont ceux de Vridi-Sir, Toviato, Vridi-Zimbabwe, Abobo-Doumé, Biafra et Ossibissa.
En 2016, ce sont environ 27 000 000 kilogrammes de poissons issus de la pêche artisanale maritime qui ont été débarqués dans le district d’Abidjan.

### Services

Une vue du Plateau au soir.

Le développement du secteur tertiaire, avec l’implantation de banques commerciales internationales et la multiplication du nombre de sociétés de services de toutes natures, semble être la tendance lourde de ces dernières années.
Abidjan est la principale place financière de l'Afrique de l'Ouest francophone. Le siège de la bourse commune d'Afrique de l'Ouest (la BRVM) se situe à Abidjan. La BRVM est dominée essentiellement par les entreprises ivoiriennes.

### Énergie
Le district d'Abidjan représente environ la moitié du parc national de production d'électricité (600 MW sur 1200), 42 % de la clientèle basse tension et 54 % de la clientèle moyenne tension.
La centrale thermique d'Azito, construite en 1997 en partenariat avec EDF, située sur la commune de Yopougon, au bord de la lagune ébrié et en face de l'Île Boulay, fournit à elle seule 300 Mw. Deux autres centrales thermiques, construites en 1984 et 1985, sont installées à Vridi. Plusieurs sociétés d'électricité sont installées à Abidjan: SOPIE qui est une société d'état, CIE et SOPREL, filiales du groupe français SAUR (la Côte d'Ivoire produit la totalité de l'électricité qu'elle consomme et en exporte vers les pays voisins, Ghana, Togo, Bénin, Mali et Burkina Faso, grâce à l'interconnexion des réseaux).
La production de gaz, qui augmente régulièrement, et le stockage de gaz sont assurés par deux sociétés d'État : PETROCI et GESTOCI.
Une petite industrie de production d'énergies renouvelables s'est également développée.

### Téléphonie et communication et NTIC
La ville est dotée d'un réseau de téléphonie fixe moderne de 450 000 lignes (2004) géré par Côte d’Ivoire Télécom. Les connexions Internet haut débit, lignes spécialisées et l'ADSL sont alimentées par plusieurs fournisseurs d'accès : Côte d'Ivoire Telecom et sa filiale locale d'Orange, Africa On Line, Globe Access et Afnet.

### Place bancaire
Abidjan abrite de nombreuses représentations des institutions financières internationales : antennes de la Banque mondiale et du Fonds monétaire international, Banque africaine de développement, BOAD, Commission bancaire de l'(UEMOA), Bourse régionale des valeurs mobilières, etc.
La ville dispose de grandes banques internationales : BNP Paribas par l'intermédiaire de sa filiale BICICI, la Société générale par l'intermédiaire de sa filiale SGBCI, Citibank, JPMorgan Chase, Barclays, etc.
Abidjan est également hôte des sièges de banques nationales telles que la Société ivoirienne de banque, ou la BIAO. Entretenant un réseau de 170 guichets, sept établissements financiers et plus d'une trentaine de compagnies d'assurances, Abidjan est une place financière qui anime toute l'Afrique de l'Ouest.

### Tourisme

Immeuble La Pyramide au Plateau

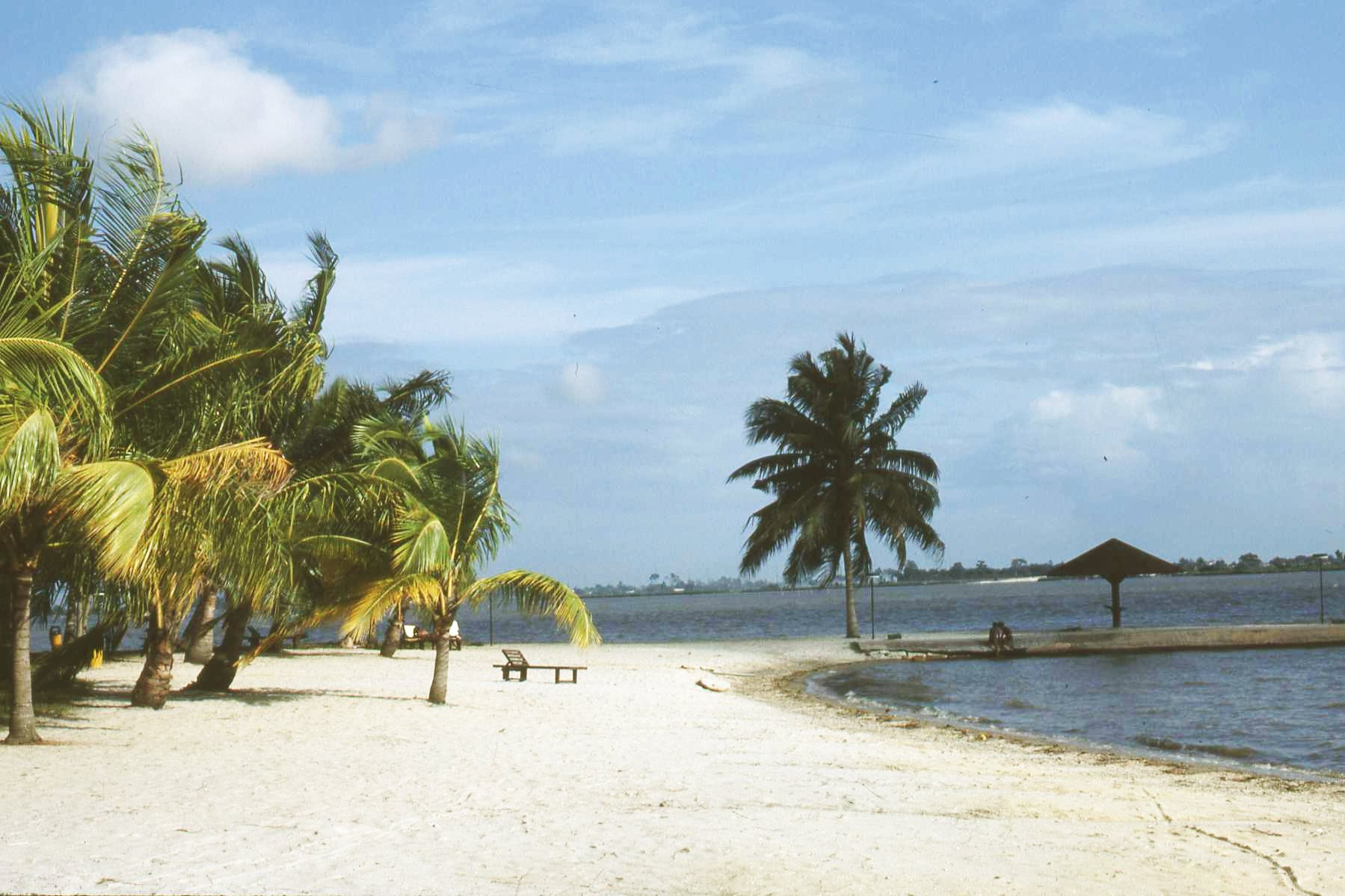
Une plage à Cocody.

Abidjan est une ville insolite en Afrique.
Ses divers surnoms, « Manhattan des tropiques » ou « petite Manhattan » ou « perle des lagunes », sont à l’image de cette ville imprévisible et conquérante. Avec ses installations et ses équipements hôteliers modernes tels que le Golf Hôtel, l'emblématique Hôtel Ivoire, ou bien encore l'Hôtel Wafou, et voies de communications ainsi que sa monumentalité, c’est une ville très fréquentée pour le tourisme d’affaires.
En ce qui concerne le tourisme de loisir, Abidjan n'est pas en reste notamment avec ces plages, aux palmiers et cocotiers, sur la bande lagunaire du quartier de Vridi, très fréquentées le week-end avec le spectacle pittoresque des vendeuses d'ananas et de noix de coco. Toutefois, le phénomène de « barre » qui affecte pratiquement tout le littoral du golfe de Guinée oblige la population à être très prudente pour la baignade.
Pour ce qui est du tourisme de divertissement, Abidjan dispose d'une vie nocturne importante avec des lieux de détente comme les Milles Maquis et la Zone 4 à Marcory, Les II-Plateaux et Angre à Cocody et la rue Princesse et Niangon à Yopougon ; sans oublier des maquis et bars, ainsi que de nombreux espaces ouverts dans tous les recoins de la ville.
La salle de spectacle la plus fréquentée est le palais de la culture, qui voit passer chaque semaine des artistes locaux et internationaux.
Abidjan étant un hub socio-culturel Ouest-Africain, l'on y trouve également de la cuisine issue des pays voisins (Bénin, Sénégal, Mali, Nigeria, Ghana...) et des pays du Moyen-Orient (Liban notamment). Côté cuisine internationale, Abidjan compte bon nombre de caves et de restaurants occidentaux et asiatiques dont les meilleurs se situent pour la plupart en Zone 4 dans la commune de Marcory.

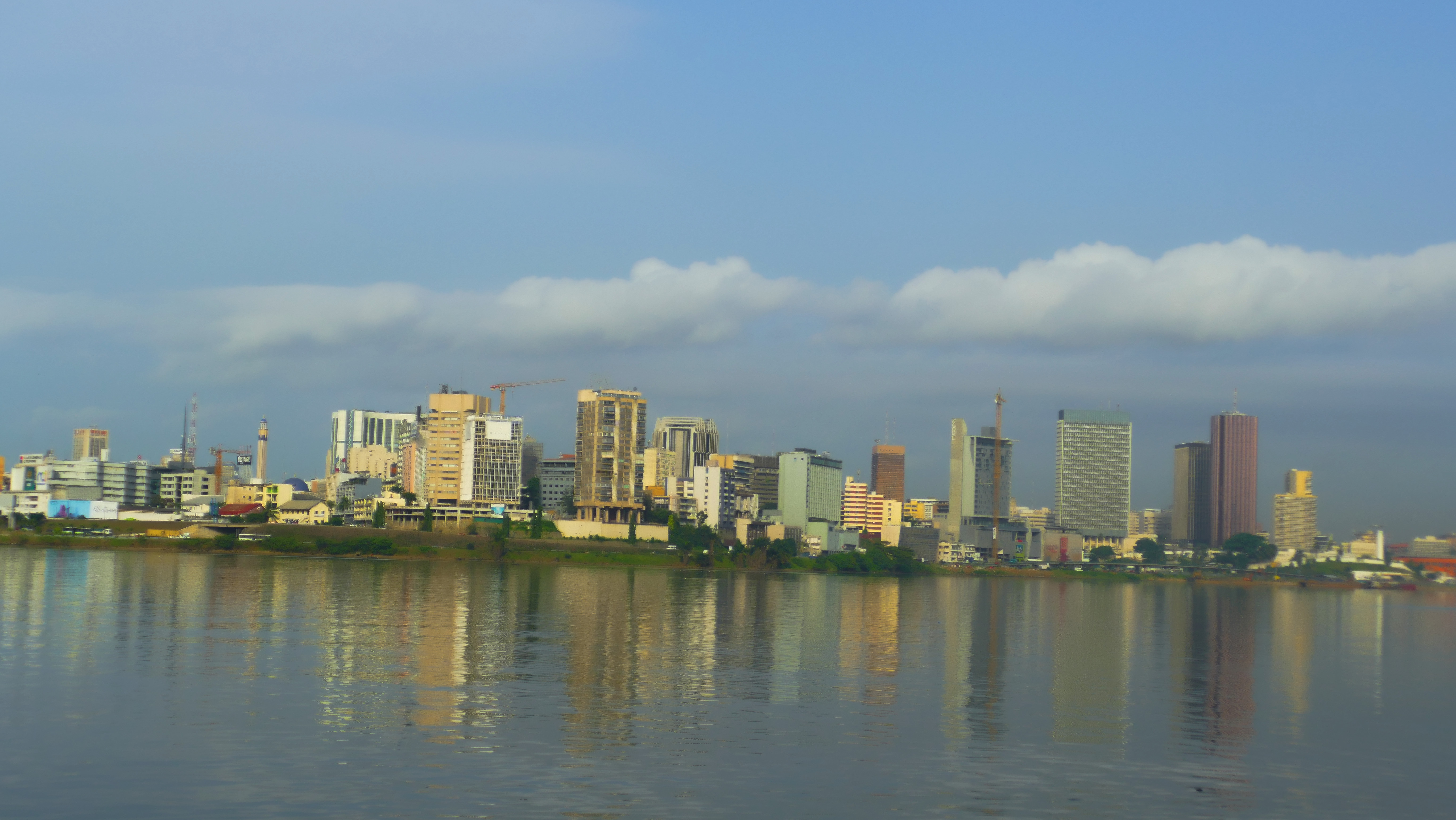
Abidjan vu de la lagune

La Côte d'Ivoire est un pays à très forte potentialité touristique, médiocrement exploitée par les autorités depuis la fin des années 1980, bien que l'industrie touristique pourrait générer un boom économique soudain et de l'emploi dans un pays en pleine crise économique. Cependant, depuis l'année 2012, les autorités projettent de développer et de mieux soigner l'attrait touristique de la ville dans les années à venir.

#### Parc du Banco

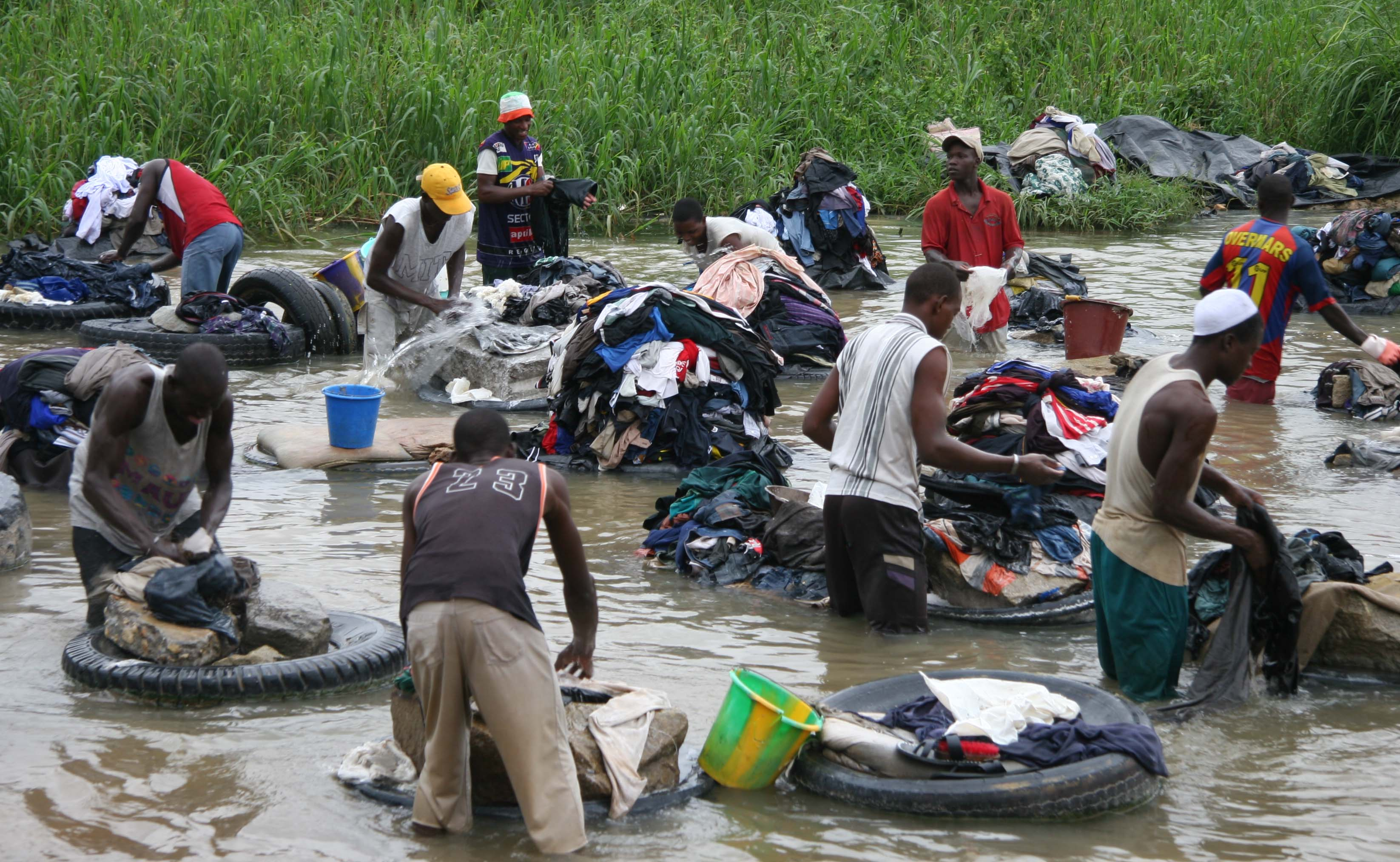
Les fanicos : laveurs de linge à Abidjan.

Aménagé en 1926, ce parc de 3 000 ha, et ancien « bois sacré », aux portes de la ville, sur la commune d'Attécoubé, a été conservé comme vestige de la foret primaire qui entourait autrefois toute la lagune. Une route goudronnée conduit au lac qui constitue le cœur du parc et des pistes en latérite le quadrillent. Ce parc est habité et comprend des plantations de café et de cacao.

Parc national du Banco
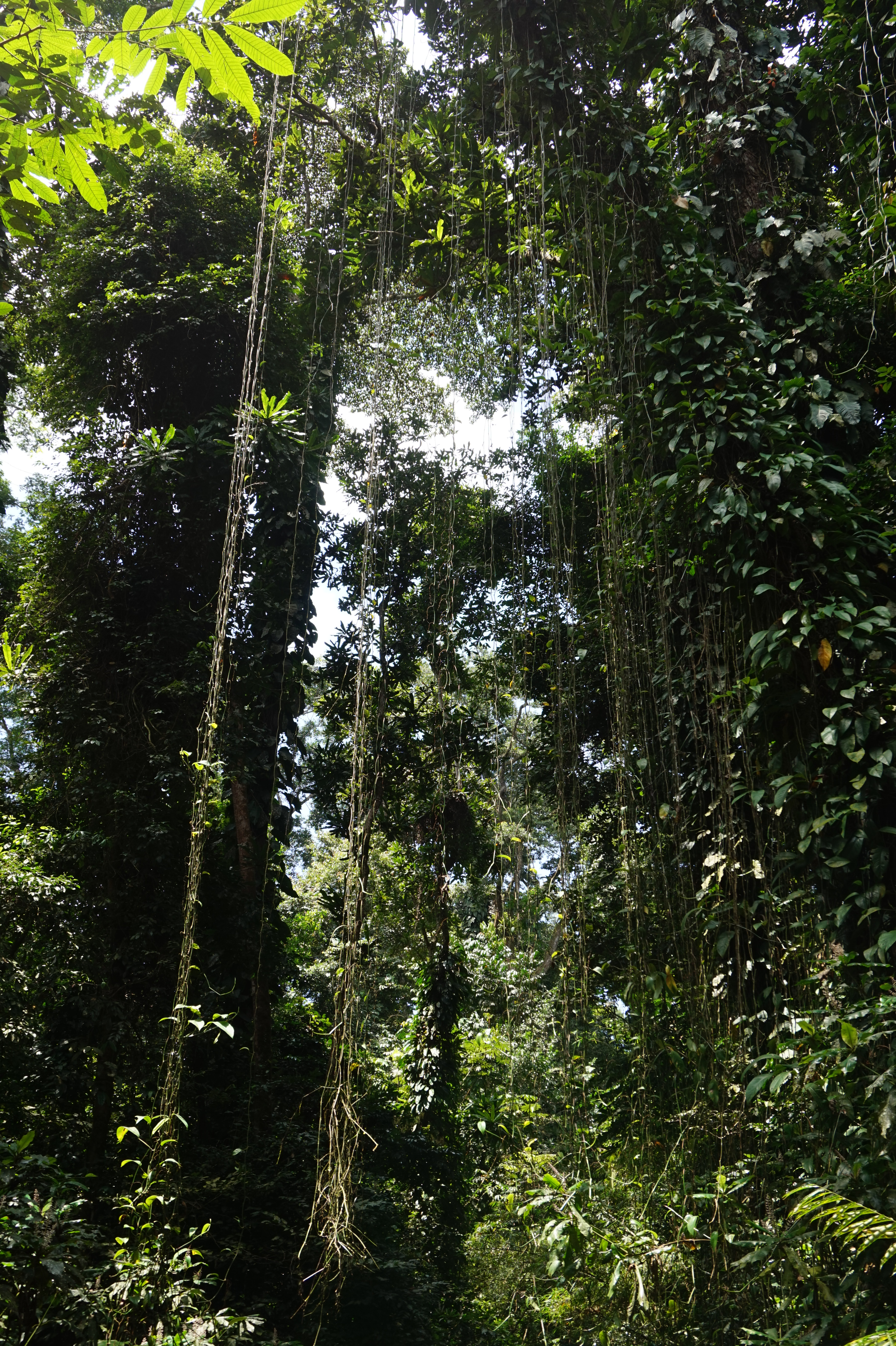
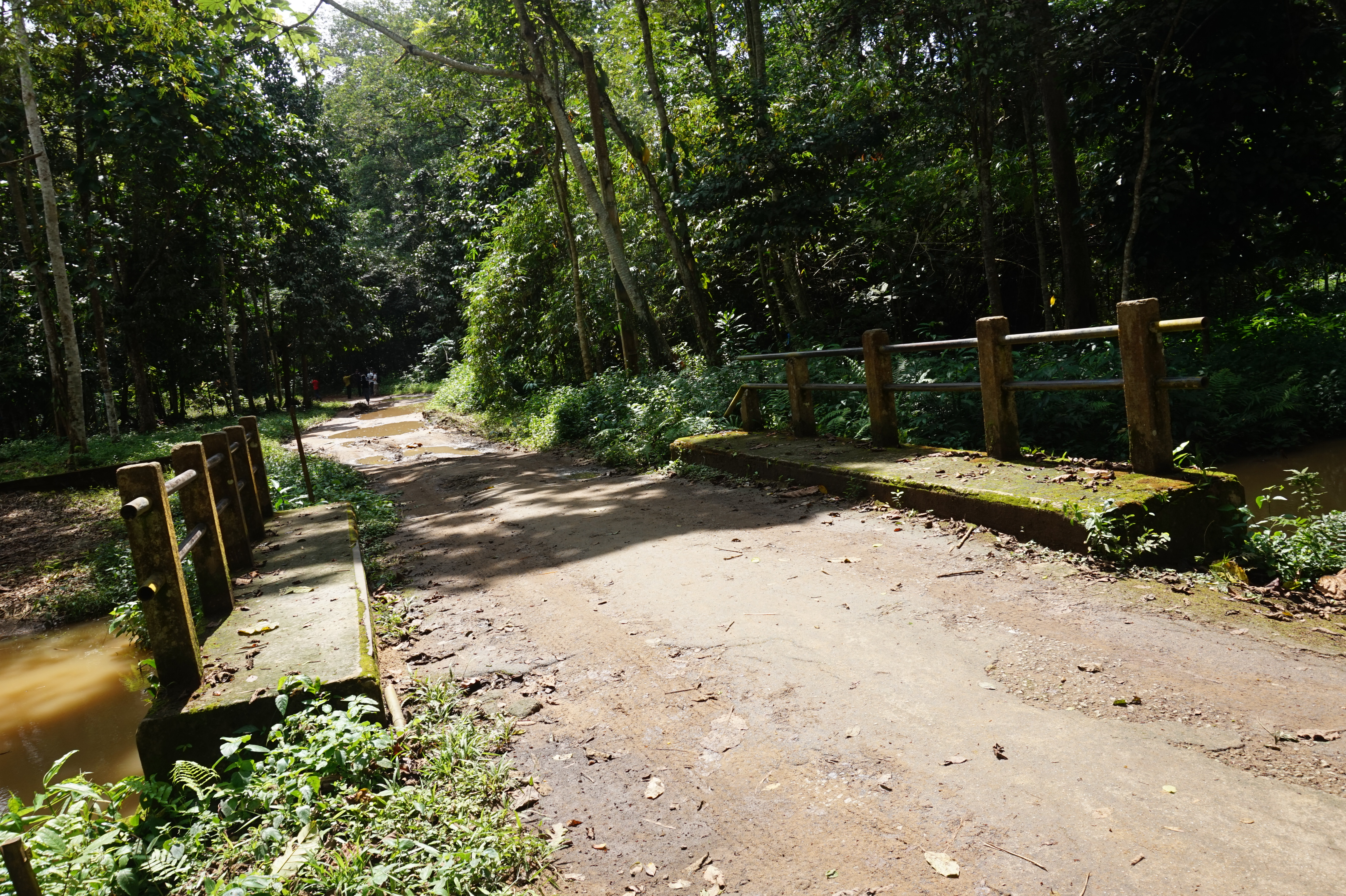
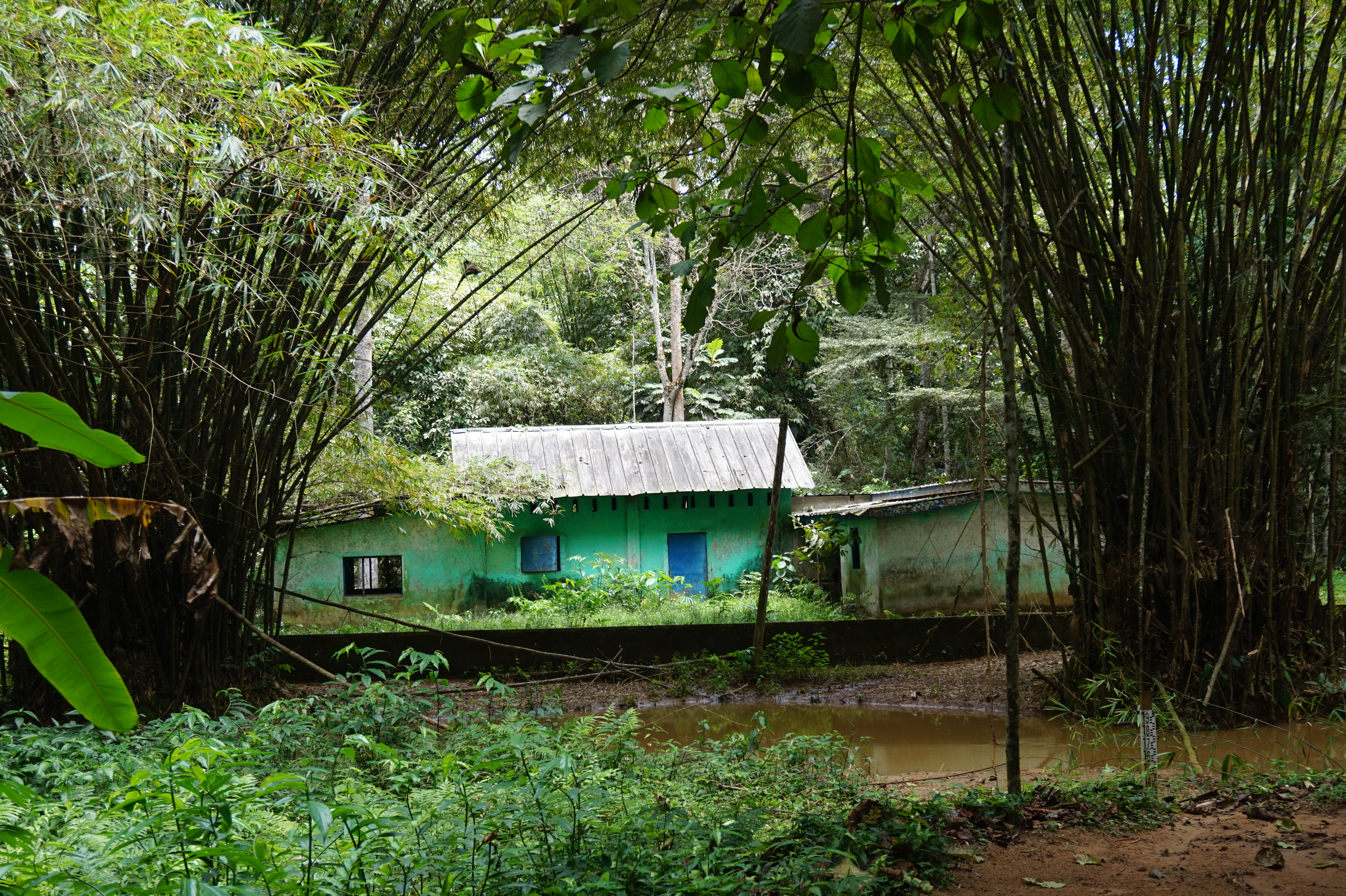
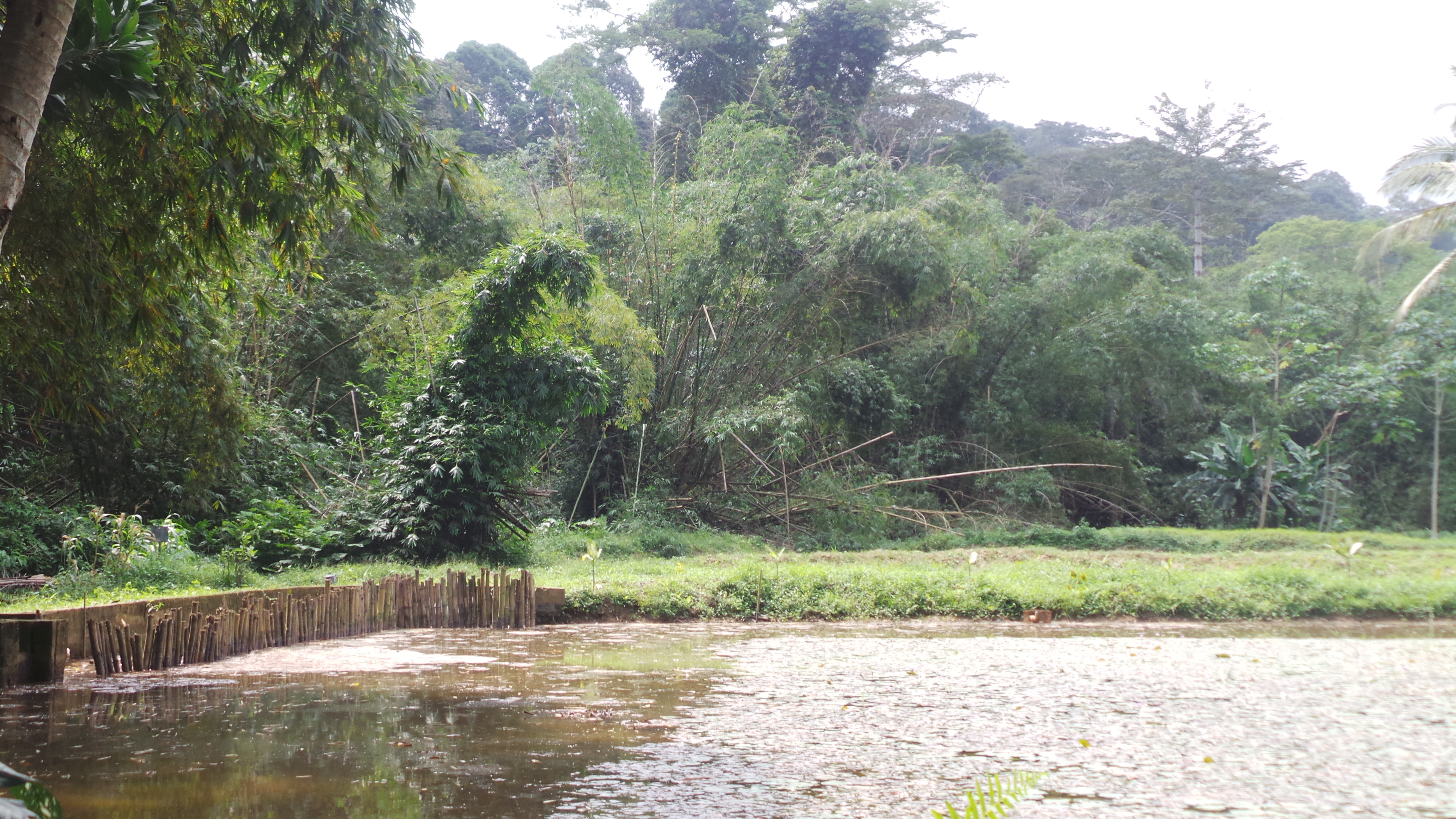

À l'orée du parc, une petite rivière sert de lavoir ou officient les fanicos, les blanchisseurs, après avoir collecté le linge dans toute la ville. C'est l'un des nombreux « petits métiers » de l'artisanat d'Abidjan. Le terme « fanico » vient de la fusion de « fani » qui signifie linge, et de « co » qui veut dire laver.

#### Vie nocturne
Globalement, la vie nocturne abidjanaise est perçue comme étant l'une des plus animées de toute l'Afrique.
Le district regorge d'une quantité très importante de night-clubs, de maquis, d'espaces plein-air et de go-go bars.
Ces plateformes de divertissement fournissent un « pipeline » musical englobant principalement la musique DJ, le coupé-décalé, le zouglou et dans une moindre mesure d'autres variétés locales et internationales.
Autrefois animée par des variétés traditionnelles locales, la musique congolaise et la musique occidentale, la nuit abidjanaise a connu un bouleversement culturel positif dans son ensemble dès le début des années 2000 avec l'avènement du coupé-décalé.
Ce genre musical initié en 2002 par Douk Saga et la JetSet avec la Sagacité a créé un phénomène qui n'a cessé de s'étendre et de se déployer dans les nuits chaudes des capitales de la sous-région.
Il est venu donner une identité culturelle, globalement identifiable, au divertissement Made in Côte d'Ivoire.
Le zouglou, populaire dans son ensemble, bénéficie en plus, d'espaces « Wôyô » aménagés et dédiés dont les plus célèbres, L'Internat chez Fitini et Le Lycée chez Vieux Gazeur, rassemblent les zouglouphiles tout le week-end.
Jadis commune la plus animée de la ville, Treichville, avec ses multiples maquis, discothèques et ses clubs de jazz, a vu d'autres communes telles que Yopougon, Marcory et Cocody rejoindre la tendance depuis la fin des années 1990.

## Transport

### Transport public routier
Les taxis sont omniprésents à Abidjan. Il existe deux sortes de taxis : les intracommunaux, appelés « wôrô-wôrô », qui sont des taxis collectifs, et les taxis intercommunaux de couleur orange dit « taxis compteurs ». Les wôrô-wôrô sont de couleur jaune à Cocody, Abobo et Port-Bouët, verte à Koumassi et Adjamé et bleue à Treichville, Marcory et Yopougon.
Les gbaka, minibus de 14 à 26 places, circulent dans tout le district.
La SOTRA (Société des transports abidjanais) assure régulièrement les déplacements urbains à Abidjan par le biais de bus, « taxis bagage » et la ligne Express.
Autres moyens de transports abidjanais :
- Yango
- Uber[77]
- bateau-bus sur la lagune ;
- ligne Express ;
- taxi rouge (« Taxi compteur ») ;
- autobus SOTRA ;
- taxi bagage SOTRA ;
- taxi-brousse ou 504 break.

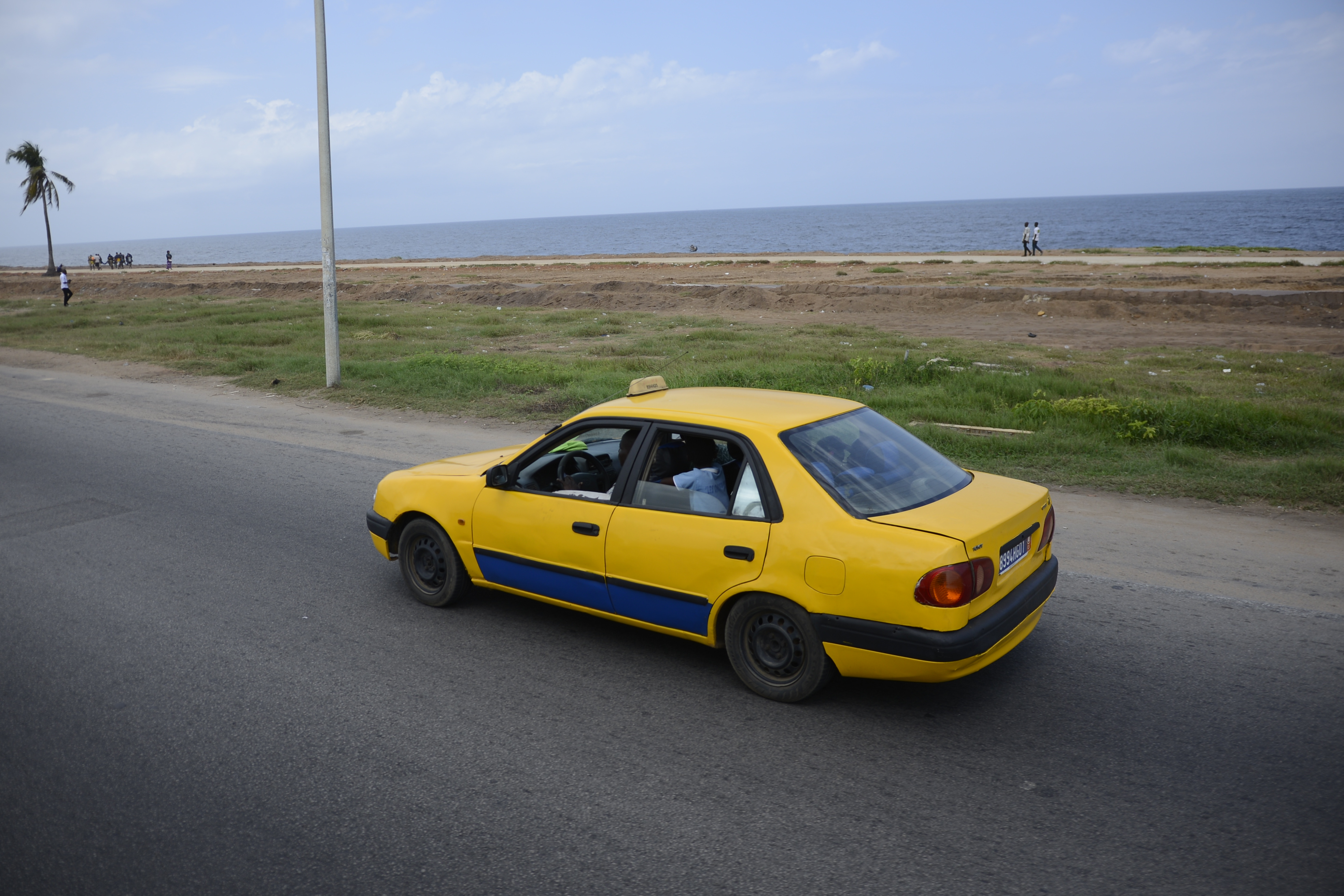
Taxi intercommunal jaune.
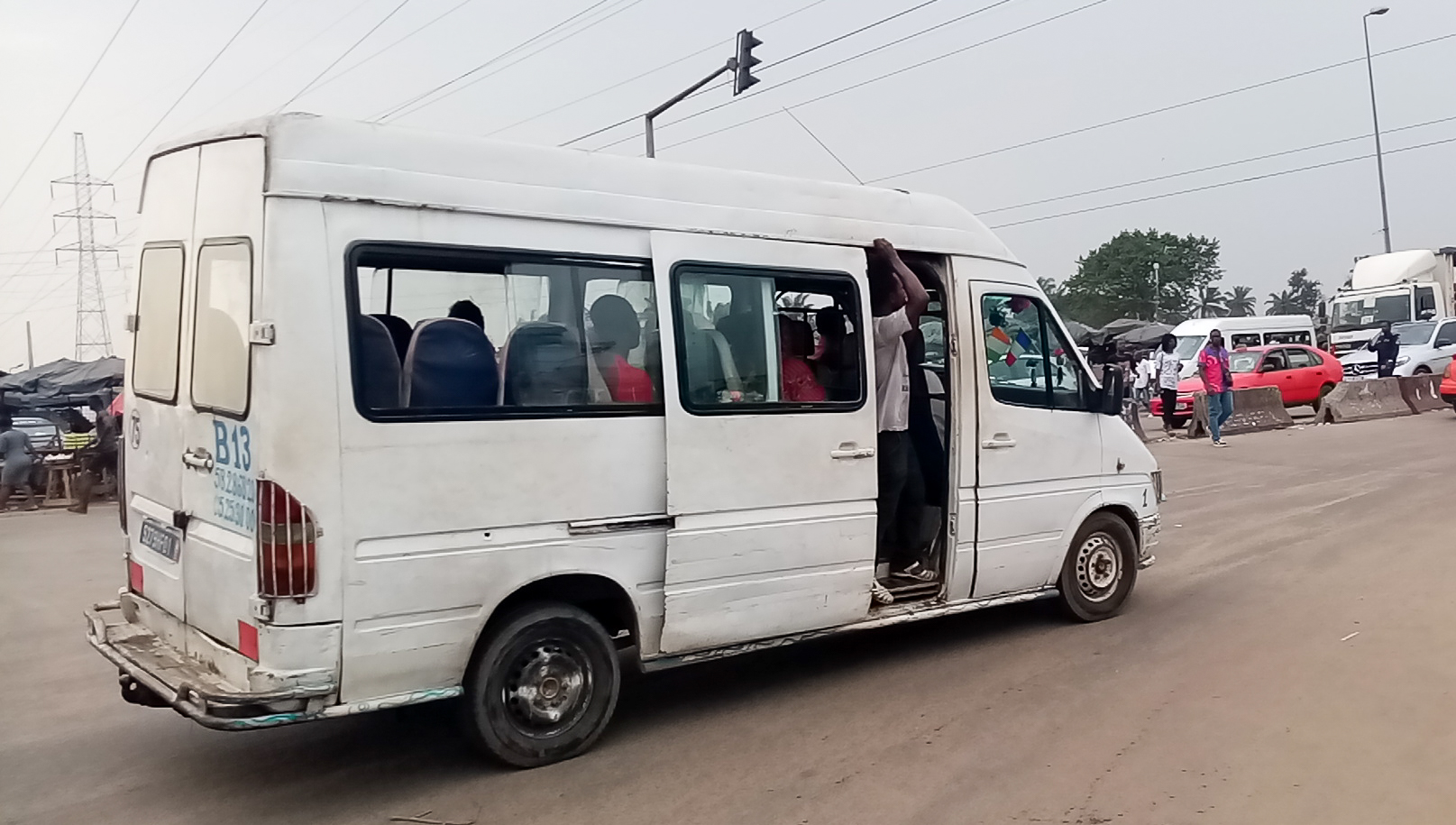
Gbaka.
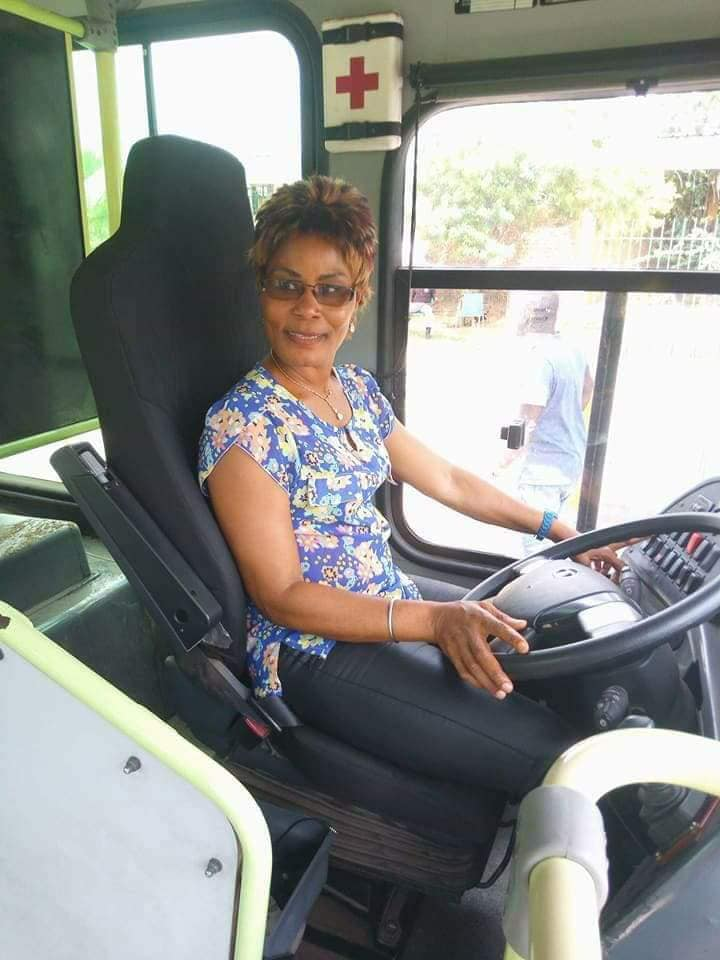
Bus SOTRA.

### Aéroport
La ville est desservie par l’Aéroport international Félix-Houphouët-Boigny, situé dans la commune de Port-Bouët. Abidjan se situe à une heure de vol de toutes les capitales de la sous-région ouest africaine. Abidjan est desservie par de grandes compagnies aériennes telles que Air France et Emirates et propose de nombreux vols quotidiens en direction des grandes capitales du monde, Abidjan connaît un trafic aérien de près de 900 000 passagers (septembre 2011) et a dépassé en 2012, le chiffre de 1 200 000 passagers. Le trafic aérien a atteint un record de 1 500 000 passagers (2015).
Il est à noter qu'un pôle low cost est en construction depuis octobre 2011 ce qui devrait, à court terme, augmenter la capacité d’accueil de l'aéroport. Cet aéroport est certifié TSA (Transportation Security Administration) depuis le 10 avril 2015.

### Circulation et ponts

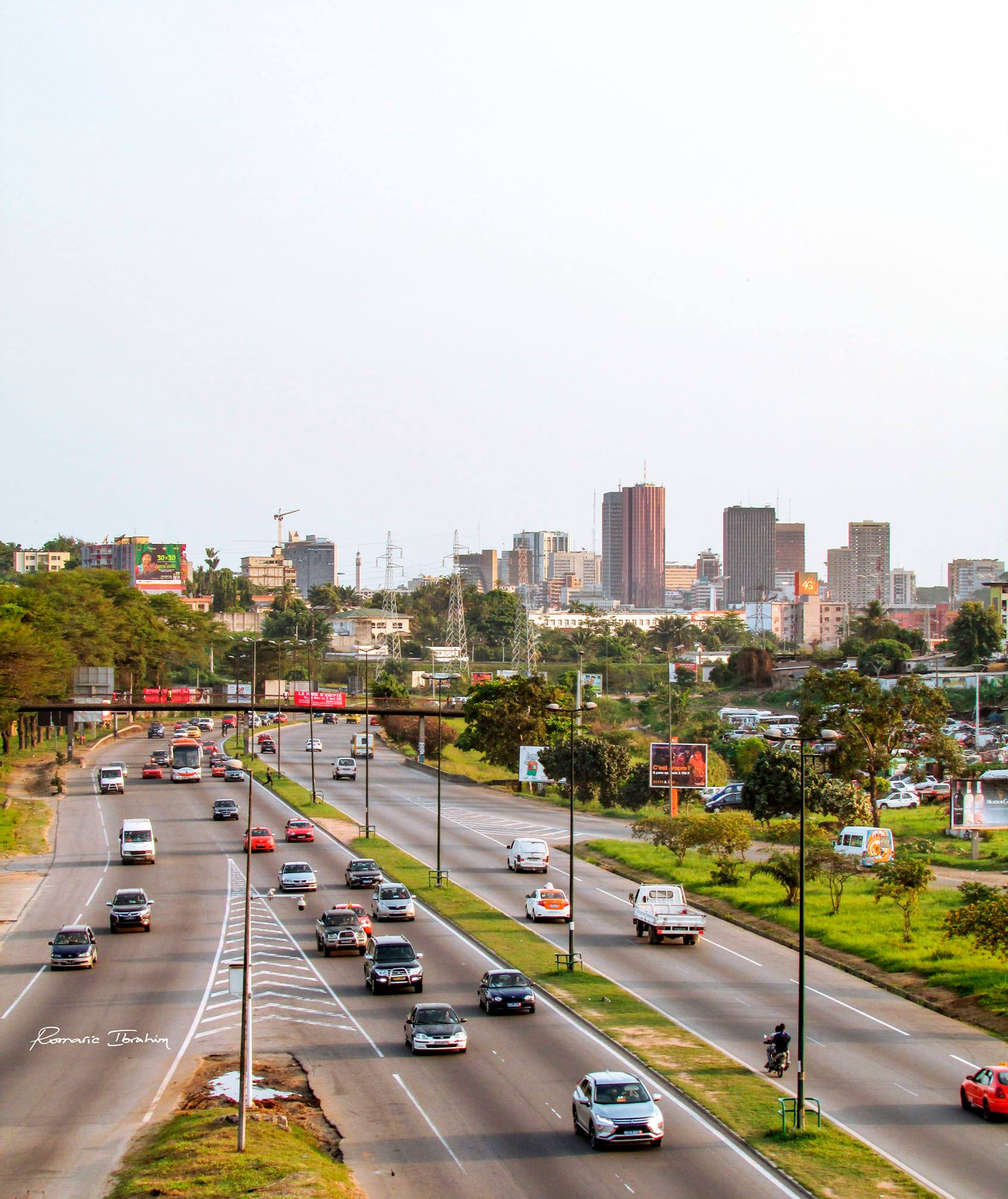
Circulation sur un boulevard à Abidjan.

Le district d'Abidjan possède plusieurs boulevards et rues asphaltées reliant les communes entre elles, et menant aux quatre coins du pays. Abidjan est, en outre, doté d'un réseau de rocades urbaines.
Le transport fluvial, déjà important avec les pinasses et les nombreux bateaux-bus reliant divers quartiers de la ville, se développe grâce aux plans lagunaires.
Dans le but de faciliter la circulation dans cette partie de la ville un échangeur qui était en construction depuis la fin novembre 2011 dans le quartier Riviera II à Cocody est terminé à l'été 2012.
Abidjan est aussi la tête de pont d'une autoroute, dont les travaux de construction ont repris courant 2011 et achevés en décembre 2013. Cette autoroute relie la ville à la capitale politique, Yamoussoukro.
Un nouveau projet d'autoroute au sud-est d'Abidjan est rentré dans sa phase de réalisation depuis le début du mois d'août 2012. Ces travaux devraient durer environ 30 mois et permettront de relier Abidjan à la station balnéaire de Grand-Bassam. Cette autoroute a été inaugurée et ouverte à la circulation par le président ivoirien Alassane Ouattara le 14 septembre 2015.

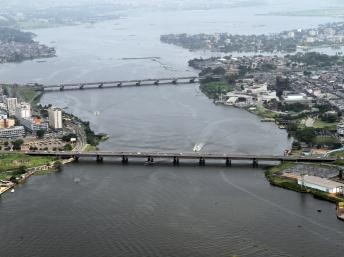
Les deux ponts d'Abidjan, entre le Plateau et Treichville.

Les deux moitiés de la ville, Abidjan nord et Abidjan sud, sont reliées par les ponts Félix Houphouët-Boigny et Charles de Gaulle. Ces deux ponts se situent entre Treichville et Le Plateau. Le pont Félix Houphouët-Boigny se prolonge par l'immense Boulevard Valéry Giscard d'Estaing qui traverse toute la partie sud de la ville et conduit à l'aéroport. Leur capacité est nettement insuffisante, surtout aux heures de pointe. Ce constat a incité le gouvernement à étudier un projet de construction d'un troisième pont qui se situe entre Cocody et Marcory. Ce pont, dont la construction a commencé le 7 septembre 2011 est baptisé pont Henri-Konan-Bédié. Il a été inauguré le 16 décembre 2014. C'est pourquoi des populations ont été déplacées, des bâtiments ont été détruits à Marcory en face des Mille maquis (le célèbre restaurant la Bâche bleue a été déplacé).

### Port
Abidjan possède le plus grand port de la sous-région (Afrique de l'Ouest) qui est aussi le deuxième d'Afrique, après celui de Durban en Afrique du Sud. C'est un port en transbordement et à conteneurs. Il fut inauguré en 1951 en présence du ministre des Colonies de l'époque, François Mitterrand. Grâce au canal de Vridi d'une profondeur de 15 mètres, les bateaux à grand tirant d'eau peuvent accoster dans un port en eau profonde.
La Côte d'Ivoire appartient à la zone franc (dont la monnaie est le Franc CFA), dans le cadre de l'Union économique et monétaire de l'Afrique de l'Ouest (UEMOA). Abidjan est le pôle économique non seulement de la Côte d'Ivoire, mais de toute une région incluant au moins le Burkina Faso et le Mali, en raison notamment de son port en eau profonde, ouvert en 1950. Le réseau routier que commande Abidjan (5 600 km bitumés en 1995, contre 1 000 en 1970) en direction de toute la région prolonge efficacement son activité portuaire puisque 50 % du commerce du Burkina Faso, du Mali et du Niger y transite.
Abidjan réunit l'essentiel de l'activité industrielle du pays, le site portuaire accueillant à lui seul 60 % du parc industriel ivoirien.
Une mention spéciale doit être attribuée aux ambitions pétrolières d'Abidjan (production off-shore et, surtout, raffinage et distribution). Le trafic portuaire était de douze millions de tonnes en 1995, dont 5,5 en produits pétroliers.

### Train et tramway

#### Train
Abidjan est la tête de pont du seul chemin de fer de la région : la ligne d'Abidjan à Ouagadougou, avec les gares de Treichville, Abobo et d'Adjamé. Cette ligne, avec ses deux trains, la gazelle et le bélier, relie les deux capitales en environ quarante heures.

#### Métro
Prenant la suite d'un projet mort-né de train électrique, promis par la Compagnie ivoirienne de chemin de fer, le projet de métro d'Abidjan est destiné à décongestionner les autres modes de transports de l'agglomération en utilisant la ligne de chemin de fer traversant la ville du nord au sud en 2017.
Le développement de projets d'infrastructures incluant un train suburbain à Abidjan, évalué à près de cent milliards de francs CFA, est envisagé. Ce train suburbain devrait relier le Nord-Ouest à l'Est et au Nord de la ville d’Abidjan. Ce projet s’étend sur 25 kilomètres de la voie ferrée actuellement exploitée par l'opérateur Sitarail, filiale du groupe Bolloré. Les travaux d'infrastructures (voie, électrification, génie civil) ont été évalués à quarante milliards de francs CFA financés par l'État ivoirien et les bailleurs de fonds (Banque mondiale et AFD). Par ailleurs, un contrat de concession de type BOT, sur vingt à trente ans, serait attribué à un opérateur privé, pour l'exploitation du réseau. Cet opérateur se chargera de l’acquisition du matériel roulant, de la rénovation des ateliers et de la mise en place du système d'exploitation. Le contrat de concession avait été évalué globalement à soixante milliards de francs CFA.
Le 30 novembre 2017, le président français Emmanuel Macron et son homologue ivoirien Alassane Ouattara lancent les travaux du chantier à la gare de Treichville.

## Lieux de culte
Parmi les lieux de culte, il y a principalement des églises et des temples chrétiens : Archidiocèse d’Abidjan (Église catholique), Église méthodiste unie Côte d'Ivoire (Conseil méthodiste mondial), Union des Églises baptistes missionnaires en Côte d'Ivoire (Alliance baptiste mondiale), Assemblées de Dieu.
Abidjan est le siège de la division d'Afrique de l'Ouest et du Centre de l'Église Adventiste du Septième Jour.
Il y a aussi des mosquées comme la Grande Mosquée du Plateau. Bâtie sur une superficie d'environ 7,500 m2, la mosquée ne risque, en effet, pas de passer inaperçue dans le quartier d'affaires d'Abidjan, qui abrite aussi le Palais présidentiel et l’Hôtel de ville. En construction depuis 1996, avec des travaux qui se poursuivent à ce jour[Quand ?], l’édifice compte trois grands portiques qui donnent accès à une esplanade de 3 500 places et une salle de prière de 3 000 places.

## Culture

### Instituts culturels
L'Institut français de Côte d'Ivoire dispose d'une médiathèque de près de 40 000 ouvrages, d'une salle de cinéma, d'une salle de spectacle de 630 places. Celle-ci organise chaque année plus de 120 évènements.

### Monuments et musées
- Bibliothèque nationale[84]
- Abobo
  - Musée des cultures contemporaines Adama Toungara(MuCAT).
  - Centre d'Action culturelle d'Abobo (CACAB)[85].
- Cocody :
  - Goethe-Institut[86] ;
  - Musée municipal[87] ;
  - Centre culturel américain (CCA) ;
  - Village Ki Yi M'Bock[88] (à la Riviera) ;
  - Musée d'art contemporain de Cocody[89] ;
  - Le Point d'Orgue, centre privé d'enseignement musical.
  - Centre culturel Comoé
  - Centre culturel Ourebi
- Le Plateau :
  - L'Institut français ;
  - Musée des civilisations de Côte d'Ivoire
  - Musée national : il présente une collection d'art ivoirien (statues, masques, bijoux, outils, portes sculptées, tam-tams, instruments de musique issus de toutes les régions du pays). Visite libre.
- Treichville :
  - Palais des Sports ;
  - Palais de la Culture ;
  - Centre artisanal de la ville d'Abidjan (CAVA).

### Cinéma

#### Festivals
Abidjan organise chaque année un certain nombre de festivals de cinéma : le Festival Clap-Ivoire, le Festival du film espagnol, le FESNACI, dont la première édition a été organisée en 2007, le Festival du court-métrage (FICA), organisé depuis 1998 par Hanni Tchelley, le Festival du cinéma israélien d'Abidjan dont la quatrième édition a eu lieu en 2006 au Goethe-Institut.

### Musique
Abidjan constitue la plaque tournante de la musique en Afrique de l'Ouest et un producteur majeur d'Art musical en Afrique.
La ville accueille la majorité des musiciens de Côte d'Ivoire en raison principalement de la présence de nombreuses discothèques qui donnent aux artistes l'occasion de débuter et de s'exprimer, des maisons de disques et des médias nationaux. Alpha Blondy, Aicha Koné, le groupe Magic System, Meiway, et Tiken Jah Fakoly mais aussi Gadji Celi, Chantal Taiba, Nayanka Bell, DJ Arafat en sont les représentants les plus illustres. La ville a aussi accueilli, dans les années 1980, Myriam Makeba, lorsqu’elle n'était pas autorisée à rentrer dans son propre pays, l'Afrique du Sud, et la diva congolaise, apôtre de la danse Sukus, Tshala Muana.
Depuis les années 1990, de nombreux courants musicaux, s'exportant à travers toute l'Afrique et l'Occident, se développent à Abidjan. Ce sont notamment le Zoblazo, le Mapouka, le Zouglou et, depuis 2002, le coupé-décalé, dont la popularité et la grande variété des danses font aujourd'hui de la ville une sorte de capitale africaine de la danse et des tendances musicales, une étiquette précédemment détenue par le Congo-Kinshasa avec la rumba, le soukouss, puis le ndombolo. La danse Logobi est originaire d'Abidjan.
Abidjan est également considérée comme la capitale du reggae en Afrique.
La ville organise chaque année un certain nombre de festivals de musique :
- Faya Flow[94] ;
- les Top d'or[95] ;
- Concerto Festival[96] ;
- le Tiercé Gagnant[97] ;
- dj Mix Atalaku, organisé par RTI Music TV[98] ;
- festival international de Jazz d’Abidjan (FIJA) ;
- festival international des Musiques noires (FIMNA)[99]. Il est organisé tous les deux ans en alternance avec le Festival international de jazz ;
- Festival des musiques urbaines d'Anoumabo (FEMUA). Il est organisé par le célèbre groupe ivoirien Magic System.

### Médias
L'essentiel des médias de Côte d'Ivoire est concentré sur la ville d'Abidjan.

#### Télévision et radio
Abidjan abrite la Haute Autorité de la communication audiovisuelle, organisme de régulation de l'audiovisuel en Côte d'Ivoire.
La Radiodiffusion-Télévision ivoirienne est l'organisme de diffusion radiophonique et audiovisuel de l'État ivoirien. Elle est financée par la redevance, la publicité et des subventions. Elle comporte trois chaînes de télévision et deux stations de radio : RTI 1 (généraliste), RTI 2, RTI Bouaké, Radio Côte d'Ivoire (radio généraliste), Fréquence 2 (radio de divertissement). Radio Nostalgie est la première radio privée commerciale de Côte d'Ivoire. Radio Jam est une radio privée de Côte d’Ivoire, une des radios les plus écoutée par les jeunes. La plupart des chaînes de télévision et de radios sont disponibles à Abidjan.

#### Presse écrite
À l'époque du parti unique, situation politique qui a prévalu dans le pays pendant trente ans comme dans la plupart des autres pays de l'Afrique de l'Ouest après l'indépendance, un seul quotidien était diffusé dans le pays : Fraternité Matin, le journal du PDCI-RDA, fondé par le premier président, Félix Houphouët-Boigny. L'avènement du multipartisme en Côte d'Ivoire, en 1990, s'est en particulier traduit par une prolifération de journaux et publications diverses dont l'essentiel est publié à Abidjan.
- Quotidiens
  - L'Inter
  - Nord-Sud
  - Fraternité Matin
  - Le nouveau réveil
  - Notre Voie
  - Le Front
  - Le National
  - Le Temps
  - Le Jour
  - Le Patriote
  - Le Matin d'Abidjan
  - Le Courrier d'Abidjan
  - Ivoir' Soir
  - Soir Info
  - 24 heures
- Quotidiens sportifs
  - Douze
  - Le Sport
- Hebdomadaires
  - Gbich (journal satirique)
  - La Nouvelle République
  - Le Démocrate
  - Top Visage
  - Go Magazine
- Mensuels
  - Déclic Magazine
  - Babi Mams Magazine
  - Amina
  - Life Magazine

#### Internet et télévision numérique
La présidence, la primature, le gouvernement et les ministères possèdent leur site officiel.
- Le portail Abidjan.net[101], domicilié en Californie aux États-Unis, diffuse l'information de la ville et du pays à travers le monde[102]. Dans l'organisation du « village mondial », Abidjan dispose d'un nœud internet et le nombre de cyber-cafés y connait une croissance exponentielle comme le nombre d'internautes estimé (en 2007) à 400 000 personnes[réf. nécessaire].
- Le portail Abidjan24.net[103], domicilié à Abidjan en Côte d'Ivoire, diffuse l'information de la ville et du pays à travers le monde
- Nouchi.Mobi[104], disponible depuis début 2012, est une application web et mobile dédiée au Nouchi, le langage colloquial ivoirien, qui permet aux utilisateurs et utilisatrices de partager leur connaissance du Nouchi dans un dictionnaire créé entièrement par eux-mêmes.
- Le portail Agendart-Ivoire[105] diffuse un agenda des activités culturelles. C'est aussi une vitrine pour les artistes ivoiriens.

Le média numérique ne cesse de se développer. 2016 voit notamment le lancement de laseve.info, un site d'information à caractère citoyen basé à Abidjan.

#### Chaînes émettant à Abidjan
- Trois chaînes publiques d'État (RTI), assurant également la retransmission de la radio : Chaîne 1 (RTI1) et Chaîne 2 (RTI2) et Chaîne 3 (RTI3)
- Chaînes privées et radios internationales : NCI (Nouvelle Chaîne Ivoirienne), LIFE TV, A+ Ivoire
- Radios locales : natures régionales localisées non accessibles hors du pays
- La télévision numérique terrestre (TNT) est en phase de test (deux chaines de la RTI et un programme de démonstration) à Abidjan auprès de 1 000 spectateurs depuis le mois de juin 2015. Sa diffusion devrait être étendue dès le mois de décembre 2015 avec neuf chaines gratuites diffusées sous la norme de diffusion : DVB-T2 Norme de compression : MPEG 4 AVC, et un ou deux bouquets payants d'une trentaine de chaines au total, selon le site gouvernemental[106]

### Festivités et événements culturels

#### Théâtre
- Festival MASA[107].

#### Danse
- Festival des danses urbaines[108].
- Hip-hop is back. Son édition 2007 avait pour invités Diam's et Rageman. Elle s'est déroulée dans le complexe Las Palmas des Deux Plateaux.

#### Mode
Plusieurs manifestations liées à la mode sont organisées chaque année dans la ville : « Les Féeries », la cérémonie de Miss Côte d’Ivoire, de Miss District Abidjan, de Miss Noël (de 6 à 11 ans) et de Miss Awoulaba (très prisée). De surcroit a aussi lieu chaque année « Le Yéhé », un espace de célébration de la mode africaine et le grand « festival international de la lingerie et de la beauté d'Abidjan » (FILBA).
Abidjan est aussi le lieu de création de couturiers ivoiriens réputés, comme Gilles Touré, couturier des Miss de Côte d’Ivoire, ou Pathéo.

#### Divers
- Climbie beach

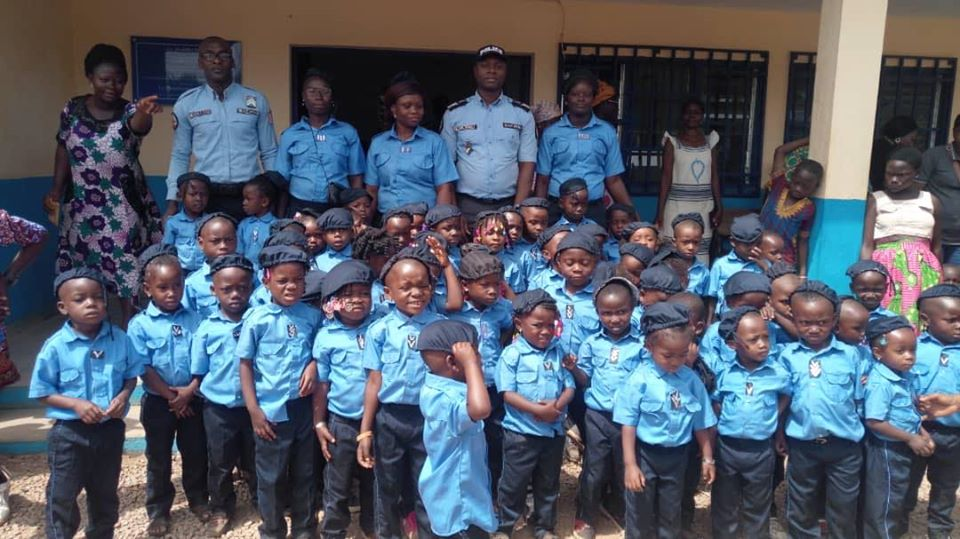
Parade des enfants lors de la fête du Mardi gras.

- Festival international du dessin de presse et de la bande dessinée[111].
- Festival international du rire (FIRA) sous la direction de Adama Dahico[112].
- Festival des grillades dont cette année (2012) la 5e édition a eu lieu au palais de la culture à Treichville au début septembre.

### Abidjan dans la fiction

#### Dans les films
Quelques films évoquent ou sont consacrés à la ville :
- Le Sixième doigt, film d'Henri Duparc ;
- Bronx-Barbès d'Eliane Delatour sorti en 2000[113] ;
- Caramel film d'Henri Duparc avec Adrienne Koutouan, Fortuné Akakpo... ;
- Rue Princesse[114] d'Henri Duparc avec Félicité Wouassi, Akissi Delta, Gérard Essomba sorti en 1993 ;
- Danger Permanent[115] de Pierre Laba avec Michel Bohiri, Michel Gohou, Adrienne Koutouan, Jimmy Danger ;
- Un homme pour deux sœurs de Marie-Louise Asseu sorti en 2007, avec Bétika, Jimmy Danger, Michel Gohou ;
- Le Gentleman de Cocody de Christian-Jaque sorti en 1964, avec Jean Marais, Philippe Clay, Robert Dalban, Jacques Morel, Gil Delamare, Maria Grazia Buccela, Nancy Holloway et Liselotte Pulver ;
- Le virus, film de Bleu Brigitte sortir en décembre 2007, avec Fortuné Akakpo, Fanta Coulibaly, Tatianna de M'C Ensira... ;
- Aya de Yopougon (film), film de Marguerite Abouet et Clément Oubrerie sorti en 2013 ;
- Qu'est ce qu'on a fait au bon Dieu.

#### Dans les romans
- Les Petits hommes d'Abidjan de Jean-Marie Villemot (2006)
- Coup de chaud pour Mamie Jo (série Mamie Polar) de Régis Delpeuch (2018)

## Sport
Les sports nationaux ivoiriens (basket-ball, athlétisme, rugby, handball, volleyball...), notamment le football est essentiellement Abidjanais. De nombreux clubs ivoiriens sont basés à Abidjan, notamment les deux meilleurs clubs de l'histoire du football national qui dominent actuellement le championnat ivoirien : ASEC Mimosas et Africa Sports d'Abidjan.

### Rencontres sportives
Du 20 au 31 août 2013, au palais des sports de Treichville à Abidjan, la Côte d'Ivoire accueille Le Championnat d'Afrique de basket-ball 2013 (Afro Basket), le 27e championnat de la FIBA Afrique.

### Football
- Fédération ivoirienne de football
- Clubs professionnels

| Club                 | Stade                          | Fondation | Titres | Coupes | Coupes F. H.-B. |
| -------------------- | ------------------------------ | --------- | ------ | ------ | --------------- |
| ASEC Mimosas         | Stade Félix-Houphouët-Boigny   | 1948      | 22     | 14     | 11              |
| Africa Sports        | Stade Robert-Champroux         | 1947      | 14     | 13     | 10              |
| Stade d'Abidjan      | Stade municipal d'Abidjan      | 1936      | 5      | 5      | 1               |
| Stella Club d'Adjamé | Stade Robert-Champroux         | 1953      | 3      | 2      | 2               |
| Jeunesse Abidjan     | Stade Robert-Champroux         | 1932      |        | 1      |                 |
| Satellite FC         | Parc des Sports de Treichville |           |        |        |                 |
| EFYM                 |                                | 1997      |        |        |                 |
| Rio-Sports d'Anyama  | Parc des sports de Rio         | 1990      |        |        |                 |

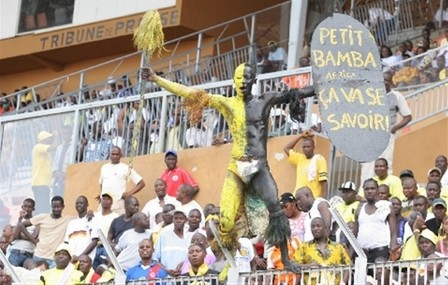
Supporters des mimos.

- Un tournoi de football à sept est organisé chaque année : le festival de Maracana d'Abidjan (FESTMA) qui se déroule à Yopougon[116].
- À la suite de l'indéniable succès de l'« académie de football » créée par Jean-Marc Guillou (académie Sol Béni) dont plusieurs anciens pensionnaires ont rejoint les clubs professionnels européens, plusieurs centres de formation de jeunes footballeurs ont vu le jour ces dernières années : centre Cyril Domoraud, Labo foot de Yopougon, centre ivoirien de formation de football d'Abidjan (CIFFA), l'Étoile Scientifique Football Abidjan (ESFA), etc[117].

#### Rencontres
L'événement footballistique majeur organisé à Abidjan est la Coupe d'Afrique des nations de football 1984 et une des finales de la Coupe d'Afrique des nations junior en 1983.
Abidjan accueille en 1964 les Jeux d'Abidjan, la finale de la Coupe d'Afrique des vainqueurs de coupe en 1975, 1980, 1993 et 1990, puis une autre en 1992 sous le nom de Coupe de la CAF. Le stade Félix-Houphouët-Boigny accueille la première édition de la Supercoupe d'Afrique en 1992 et une deuxième en 1998. En ce qui concerne la Ligue des Champions de la CAF, les finales de 1966, 1986, 1995, 1998 se sont déroulées à Abidjan.
La capitale économique a aussi accueilli d'autres événements footballistiques comme le tournoi de l'Assomption (première édition en 2007 au stade Robert-Champroux), la Coupe de l'UFOA, et des matchs de gala international.

### Autres sports

#### Basketball
- Fédération ivoirienne de basket-ball[118]
- Clubs : Abidjan basket club, club sportif Abidjanais[119], ASEC Mimosas (basket-ball), Phénix basket club de Cocody et Génération basket-ball club (GBC) qui est un nouveau club de jeunes volontaires désireux de jouer au basket-ball

#### Rugby
- Fédération ivoirienne de rugby
- Clubs : Abidjan université club, Treichville Biafra Olympic

#### Cyclisme
- Fédération ivoirienne de cyclisme
- Clubs : ASFA Moossou, club cycliste d'Azagui, AS Cavel de Koumassi, cycliste club de l'océan, club cycliste de Yopougon

#### Tennis
- Fédération ivoirienne de tennis[120] qui a organisé, en 2007, le premier Tournoi international de Tennis de la CEDEAO[121]
- Clubs : Seamen's club, SGBCI tennis club, tennis club Hôtel Ivoire, sporting club 2 Plateaux, Palm club Abidjan tennis, lycée technique Abidjan tennis club

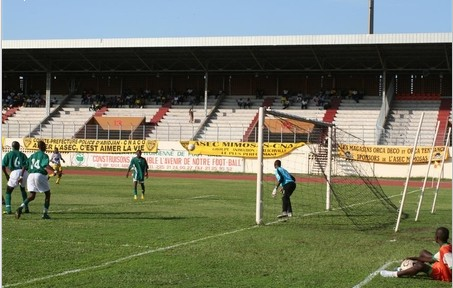
Le Félicia.

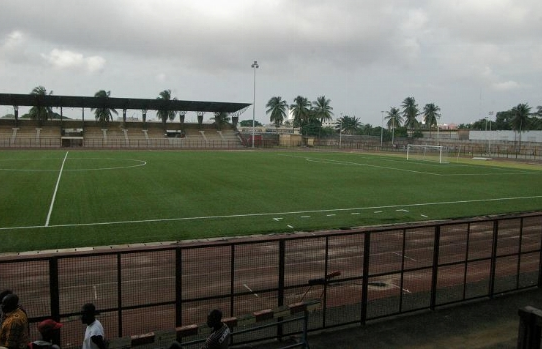
Le stade Robert-Champroux après rénovation en 2007.

#### Judo
- Fédération ivoirienne de judo et disciplines associées qui a organisé, en 2007, le 15e tournoi de la ville d'Abidjan[122].

#### Athlétisme
- Fédération ivoirienne d'athlètisme[123].
- Clubs : club d'Attécoubé, club de Yopougon

#### Boxe
- Club : SOA boxing club d'Abidjan

#### Golf
- Fédération ivoirienne de golf
- Club : Ivoire golf club

### Infrastructures
- Stades : stade INJS, stade municipal d'Abidjan, stade municipal de Man FC, stade Félix Houphouët-Boigny, parc des Sports de Treichville, stade Robert-Champroux, stade du Port autonome d'Abidjan.
- Palais omnisports de Treichville
- Piscines olympiques :
  - Piscine d'État de Treichville
  - Piscine de l'université Félix Houphouët-Boigny (« L'aquarium »)
- Un gigantesque projet : un complexe olympique de 80 000 à 100 000 places[124] est prévu, grâce à la volonté des dirigeants ivoiriens d'offrir un meilleur stade national aux Éléphants. Un complexe comprenant, outre les aires destinées à l'ensemble des disciplines olympiques (football, athlétisme, natation, etc.), des restaurants, des commerces, des auditoriums, des salles de réunion, un hôtel pour les « mises au vert » des sportifs et des aires d'entraînement. Un problème se pose en effet avec le Félicia : il est impossible de l'agrandir en raison de son emplacement dans le quartier du Plateau.